# Cortina d'Ampezzo

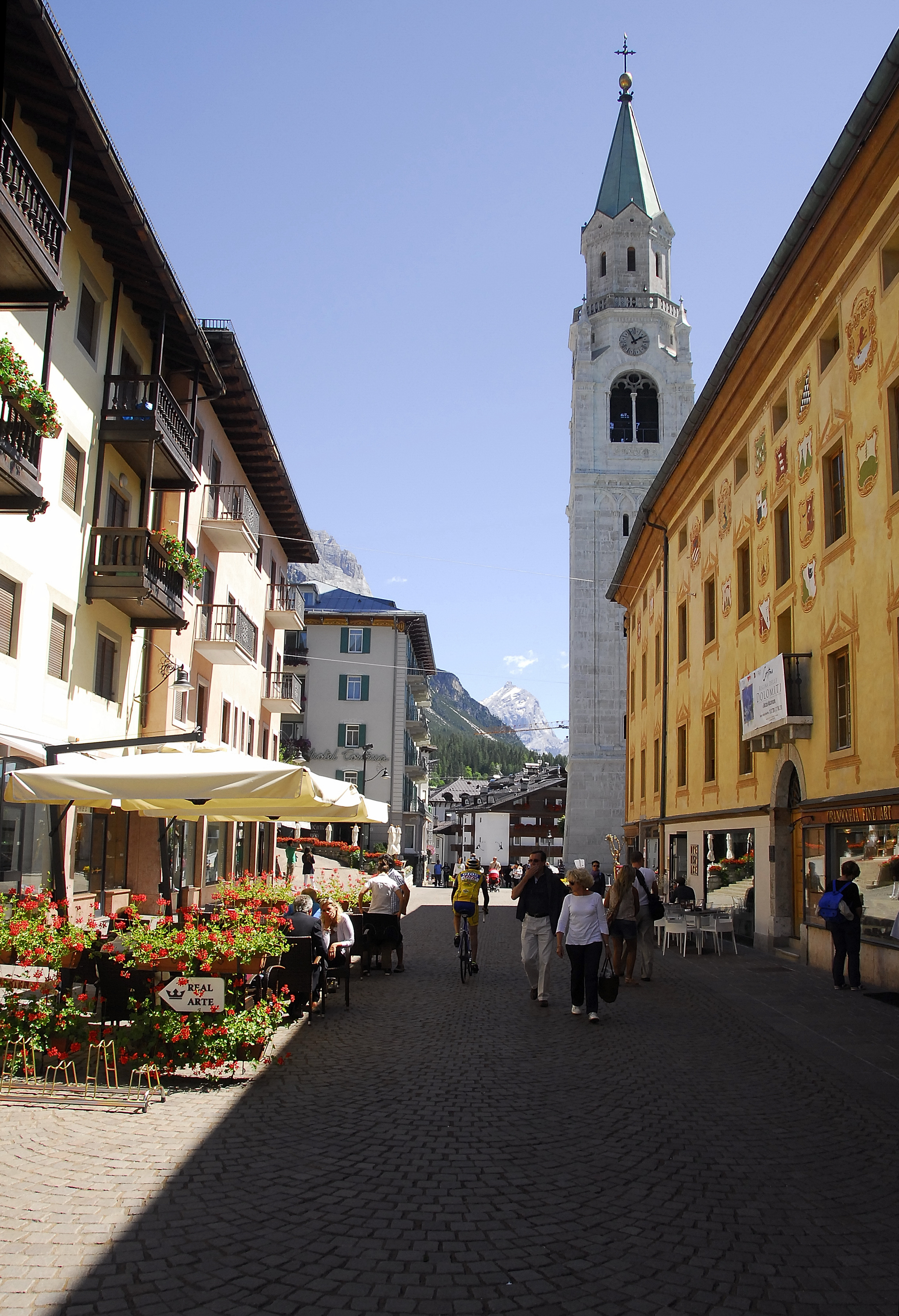
Corso Italia, il cuore del paese

Cortina d'Ampezzo (in ladino Anpezo, in tedesco Hayden) è un comune italiano di 5 463 abitanti della provincia di Belluno in Veneto, posto nella regione storico-geografica della Ladinia.
Nota località turistica invernale ed estiva, nonché teatro di numerosi eventi sportivi di rilevanza internazionale legati alla montagna e agli sport invernali, è stata teatro delle Olimpiadi invernali del 1956 e dei Campionati mondiali di sci alpino del 1932, del 1941 (in seguito annullati) e del 2021.

## Geografia fisica

### Territorio

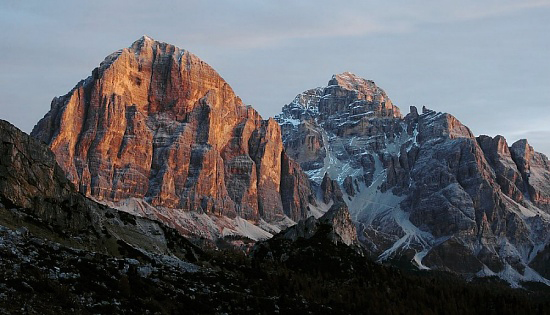
La parete sud della Tofana di Rozes illuminata dal roseo sole dell'alba

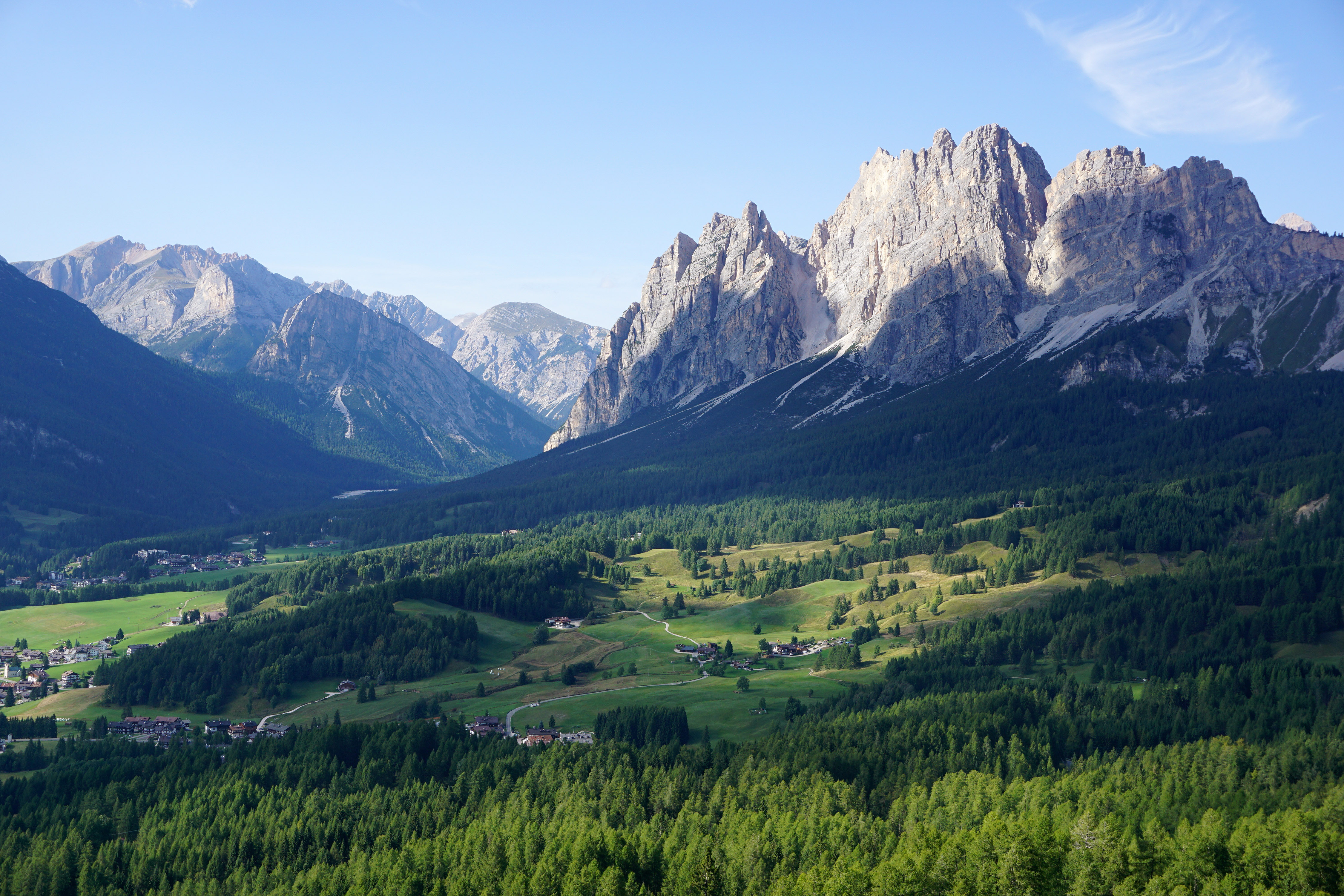
Il monte Pomagagnon, sul lato settentrionale della Valle d'Ampezzo

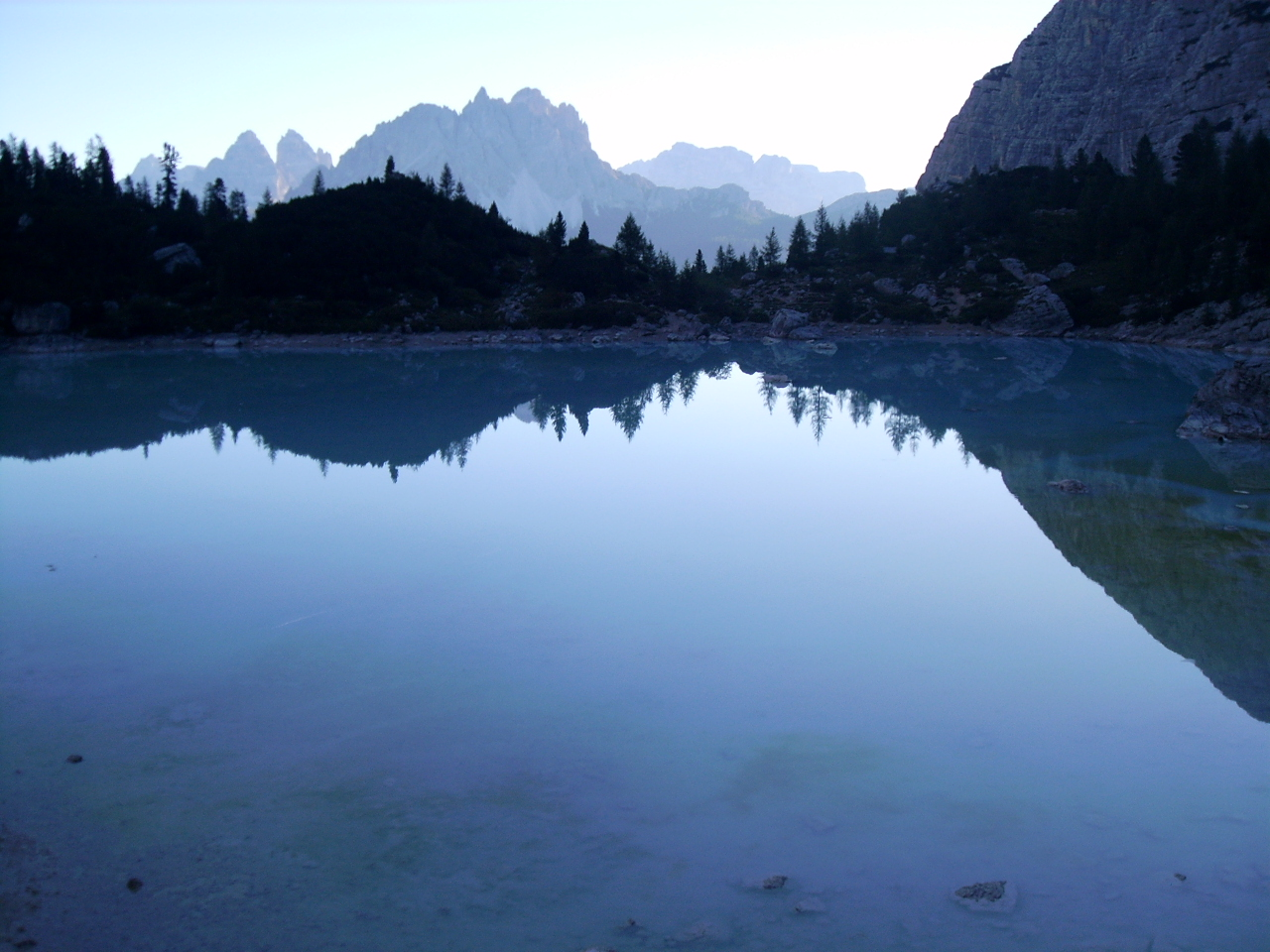
Lago del Sorapiss

Il capoluogo nonché località da cui prende nome il comune, Cortina, è situata al centro della Conca d'Ampezzo, nell'alta Valle del Boite, che fu il bacino terminale di un antico ghiacciaio quaternario, ed è posizionata tra il Cadore (a sud) e la Val Pusteria (a nord), la Val d'Ansiei (a est) e l'Alto Agordino (a ovest). Con i suoi 252,81 km², Cortina d'Ampezzo è il terzo comune più esteso del Veneto (dopo il capoluogo Venezia e Porto Tolle in provincia di Rovigo).
Le formazioni geologiche presenti all'interno del parco naturale regionale delle Dolomiti d'Ampezzo sono di chiara origine sedimentaria, risalenti ad un periodo compreso tra il Triassico medio (230 milioni di anni fa) e il Cretacico superiore (90 milioni di anni fa) dell'era mesozoica, costituite principalmente da rocce quali la dolomia e il calcare.

### Orografia
Cortina d'Ampezzo è circondata a 360° dalle Dolomiti Ampezzane, facenti parte della sottosezione delle Dolomiti di Sesto, di Braies e d'Ampezzo, nelle Alpi Orientali, che conferiscono alla vallata una bellezza unica al mondo.
Tra le montagne più famose si ricordano le Tofane a ovest, il Pomagagnon a nord, il Cristallo a nord-est, il Faloria e il Sorapiss a est, il Becco di Mezzodì, la Croda da Lago e il gruppo del Nuvolau a sud. Il territorio comunale varia d'altitudine da un minimo di 1057 m a un massimo di 3244 m, con un'escursione altimetrica pari a 2187 m. Il centro urbano, invece, si trova all'incirca a 1224 m d'altitudine.

### Idrografia
Numerosi sono i corsi e i bacini d'acqua che vanno a formare l'insieme idrografico ampezzano: le fonti del Rufiédo, del Felizón e del Boite rappresentano vere e proprie peculiarità idrologiche sul suolo ampezzano, essendo accomunate dalla derivazione da condotte sotterranee di tipo carsico; i torrenti Boite e Fanes scorrono in alvei spaziosi e ricchi di vegetazione, andando a formare, sul proprio percorso, splendide cascatelle (Gola di Fanes); il rio Travenanzes e il rio Felizón, al contrario, scorrono in profondissimi orridi naturali, scavati nella dolomia dal costante fluire delle loro acque nel corso dei secoli. Molto diffusi sono anche i ruscelli e i torrentelli che scorrono lungo le pendici rocciose dei monti e nei boschi, come la Ruoiba e il Ru dei Cavai. La quasi totalità delle acque del bacino idrografico della valle, comunque, risulta prima o poi affluire nel torrente Boite, il maggiore della zona per portata idrica e per lunghezza del corso (42 km complessivi).
Di modestissime dimensioni sono invece i laghetti alpini, a causa dell'accentuata acclività dei versanti e dell'alta permeabilità delle rocce dolomitiche. Vi sono, tuttavia, alcuni piccoli invasi lacustri, situati sia ad alte quote che a fondovalle, la cui formazione è stata resa possibile da un naturale processo d'impermeabilizzazione del fondo di alcune depressioni o dallo sbarramento artificiale di torrenti. Ad ogni modo, essi costituiscono dei biotipi di elevato interesse naturalistico.
Piccoli ghiacciai di modeste superfici si nascondono invece nei recessi più freddi e ombrosi del Cristallo, delle Tofane e di altre vette ampezzane, a quote comprese tra i 2 800 ed i 3200 m d'altitudine, talvolta sepolti sotto una spessa coltre di detriti. Benché in costante ritirata a causa del progressivo aumento della temperatura estiva e autunnale, continuano ad alimentare i torrenti e i ruscelli del fondovalle, garantendo ad Ampezzo un livello minimo di acqua anche in casi di scarsità o assenza di precipitazioni.

### Clima
Il clima ampezzano è intermedio fra il clima oceanico, che è tipico della zona subalpina meno distante dall'Adriatico, ed il continentale, tipico delle vallate alpine più interne e riparate, con estati fresche ma brevi ed inverni assai lunghi e rigidi. Come già affermato, le precipitazioni annue si aggirano attorno ad una media di 1.100 mm d'acqua all'anno, con punte massime nei mesi estivi di giugno e luglio e minime nel mese di febbraio. Tra la fine di dicembre e i primi di gennaio di ogni anno, si registrano alcune delle temperature più basse d'Italia, in particolare all'altezza del passo Cimabanche, zona di confine tra le province di Belluno e Bolzano. Le mezze stagioni, invece, sono generalmente piuttosto umide e piovose, fredde e molto ventilate.
Secondo i dati raccolti nell'arco del trentennio 1961-1990, la temperatura media del mese più freddo, gennaio, si attesta a -2,5 °C, mentre quella del mese più caldo, luglio, è di +15,4 °C.
| Cortina d'Ampezzo  | Mesi | Mesi | Mesi | Mesi | Mesi | Mesi | Mesi | Mesi | Mesi | Mesi | Mesi | Mesi | Stagioni | Stagioni | Stagioni | Stagioni | Anno |
| Cortina d'Ampezzo  | Gen  | Feb  | Mar  | Apr  | Mag  | Giu  | Lug  | Ago  | Set  | Ott  | Nov  | Dic  | Inv      | Pri      | Est      | Aut      | Anno |
| ------------------ | ---- | ---- | ---- | ---- | ---- | ---- | ---- | ---- | ---- | ---- | ---- | ---- | -------- | -------- | -------- | -------- | ---- |
| T. max. media (°C) | 2,5  | 4,3  | 7,2  | 11,1 | 15,8 | 19,2 | 21,6 | 20,8 | 18,6 | 13,6 | 6,9  | 3,5  | 3,4      | 11,4     | 20,5     | 13,0     | 12,1 |
| T. min. media (°C) | −7,6 | −6,6 | −3,4 | 0,3  | 4,2  | 7,5  | 9,1  | 8,9  | 6,3  | 2,3  | −1,9 | −6,1 | −6,8     | 0,4      | 8,5      | 2,2      | 1,1  |

- Classificazione sismica: zona 3[12]
- Classificazione climatica: zona F, 4433 GG[13]

## Origini del nome
Secondo lo studioso Mario Toller, il toponimo "Ampezzo" trarrebbe le proprie origini dal latino: o dalla locuzione ad piceum, ossia "presso l'abete", o dalla parola amplitium (a sua volta derivante da amplus, "ampio"), cioè "luogo aperto e spazioso". Lorenza Russo, invece, ritiene che tale etimologia sia sorpassata e che sia piuttosto da ricercare più indietro nel tempo «risalendo a una radice prelatina amp-/amb- che designa piante selvatiche da cui si estrae un liquido atto alla fermentazione, dalla quale sia il nome italiano che le denominazioni atesine del lampone: ampomola (Vallagarina), ampoma (Val di Sole) e ampomes (Val Gardena)».
Per quanto riguarda la parola "Cortina" si ritiene derivi dal diminutivo di curtis (dal latino tardo, "corte"), che nell'Alto Medioevo indicava piccole unità territoriali facenti parte di un feudo, e comprendenti case e terre, alcune delle quali usufruibili liberamente dai paesani, altre invece proprietà private del signore. "Cortina" poteva però anche indicare una "piccola corte", cioè uno spazio delimitato da un muretto, utilizzato in passato per le funzioni religiose e come cimitero. Forse già in epoca romana poteva esistere un centro abitato in Ampezzo - ma non vi sono testimonianze certe a sostegno di questa tesi - ove sorgeva per l'appunto questa "cortina".
Da un punto di vista prettamente storico, la prima testimonianza del nome di questa località montana nonché della presenza in Ampezzo di una comunità stabile, risale a un antico documento notarile datato 15 giugno 1156, data secondo la quale due fratelli, Giovanni e Paganello, acquistarono un appezzamento di terra da un possidente trevigiano. Artroto, il notaio che stilò il rogito di compravendita, specificò che il nome del luogo in cui si trovavano tali terreni era Ampicium Cadubri, "Ampezzo del Cadore". La più vecchia testimonianza dell'accostamento di queste due denominazioni, Curtina ampitii, si riscontra invece in un documento del 1317, conservato nell'archivio della Regola Alta di Lareto.

## Storia
La prima attestazione della località risale al 1156, e se ne evince che già all'epoca Ampezzo era parte del Cadore, di cui costituiva una circoscrizione amministrativa detta "centena". Nei secoli successivi esso continuò ad essere sottoposta al Patriarcato di Aquileia, uno dei feudi del Sacro romano impero, pur godendo di una notevole autonomia. Questa situazione durò fino al 1420, quando venne conquistato dalla Repubblica di Venezia, senza che però l'Impero vi rinunciasse formalmente e mantenendo i propri privilegi.
Nel 1511, in seguito alla Guerra della Lega di Cambrai, la questione venne risolta: Massimiliano I rinunciò alle sue pretese sul Cadore, trattenendo però Ampezzo. Durante il periodo asburgico il comune entrò a far parte della Contea del Tirolo, godendo però di notevoli autonomie per concessione imperiale.
Ampezzo fu scosso da un periodo calamitoso a cavallo tra i secoli XVIII e XIX, a causa di diverse vicissitudini: la privazione dell'autonomia da parte di Giuseppe II, le guerre napoleoniche, le avversità climatiche. Con la restaurazione della monarchia asburgica inizio però un periodo fiorente: si sviluppò notevolmente l'artigianato, e la località inizio ad essere frequentata da turisti altolocati provenienti da tutta Europa.
Il periodo aureo si interruppe bruscamente nel 1914, con la prima guerra mondiale, che colpì duramente il territorio ampezzano. Nel 1918 fu annesso all'Italia, mentre nel 1923 venne separato dal resto del Trentino-Alto Adige e inglobata nei confini della Provincia di Belluno. Durante il Fascismo Ampezzo subì una pesante opera di italianizzazione, volta ad uniformare il territorio ladino circostante alla cultura italiana. La Seconda guerra mondiale colpì marginalmente il territorio ampezzano, che durante il dopoguerra visse una rinascita culminata nelle Olimpiadi del 1956. Al referendum istituzionale del 1946, inseriti nella circoscrizione elettorale Udine-Belluno, gli elettori ampezzani assegnarono 851 voti alla Repubblica (53,2%) e 747 alla monarchia (46,7%). Nei decenni successivi la località si affermò definitivamente come meta internazionale del turismo estivo ed invernale.
Nel 2007 la popolazione locale ha espresso attraverso un referendum, rimasto inascoltato, la volontà di essere riannesso al territorio della Regione Trentino-Alto Adige. Nel 2021 ha ospitato i Mondiali di sci alpino, mentre nel 2026 è previsto che, insieme a Milano e ad altri centri dell'Italia settentrionale noti per il turismo e gli sport invernali (tra i quali Bormio e Livigno in Valtellina, Lombardia), sarà una delle sedi in cui si disputeranno le Olimpiadi invernali.

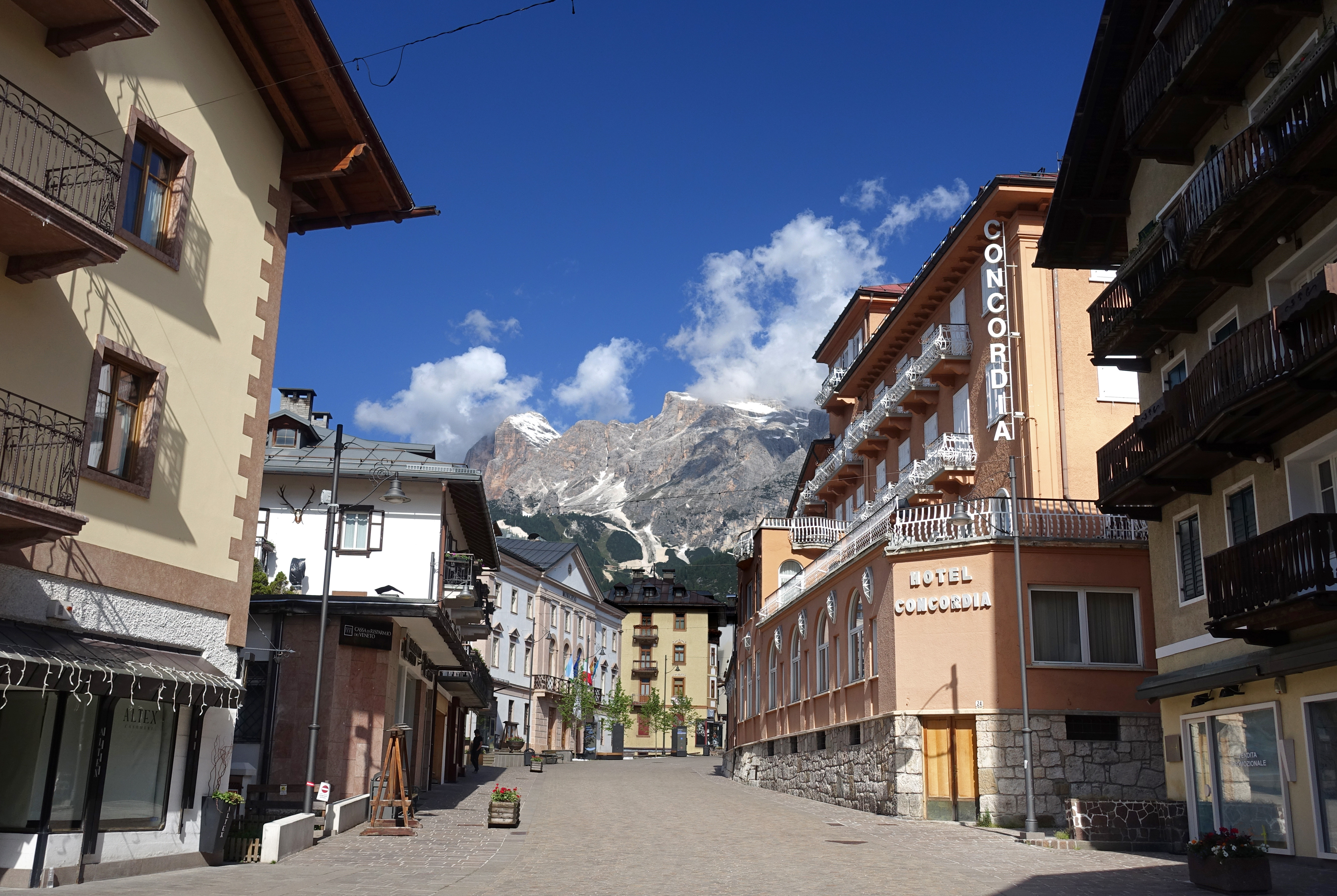
Corso Italia verso il Municipio

### Simboli
Lo stemma del Comune, riconosciuto con decreto del Capo del governo del 28 novembre 1928, viene così descritto in linguaggio araldico:

Lo stemma comunale

Il motto ampezzano, scritto a caratteri maiuscoli su un nastro dorato posto sotto scudo, recita:
Le origini del blasone risalgono alla separazione d'Ampezzo dalla Magnifica comunità di Cadore, nel 1511. In seguito a questo episodio si rese necessario l'utilizzo di un nuovo stemma, che tuttavia venne plasmato direttamente partendo da quello cadorino. In quest'ultimo è raffigurato un pino (la Comunità stessa) affiancato da due torri incatenate (i castelli di Pieve e Botestagno), ma in quello ampezzano le figure sono invertite: al centro una torre (che rappresenterebbe quella che svettava sul sasso di Botestagno, facente parte dell'omonima rocca) e ai lati due pini incatenati (le regole alte di Lareto e Ambrizzola).
L'emblema locale viene posto al centro della bandiera d'Ampezzo, troncata, cioè formata da due bande orizzontali d'egual misura: la superiore di colore celeste, bianca l'inferiore. Altro vessillo ampiamente utilizzato in Ampezzo è, inoltre, il celebre tricolore a bande orizzontali blu, bianco, verde, bandiera ufficiale dell'area ladina.
Il gonfalone è un drappo di rosso terminate al ventame in coda di rondine.
All'epoca dell'amministrazione austriaca lo stemma della "Magnifica comunità d'Ampezzo" era caricato in petto all'aquila bicipite nera degli Asburgo, impugnante spada e scettro (simboli del potere regale) e sormontata dalla corona imperiale.

## Monumenti e luoghi d'interesse

### Architetture religiose

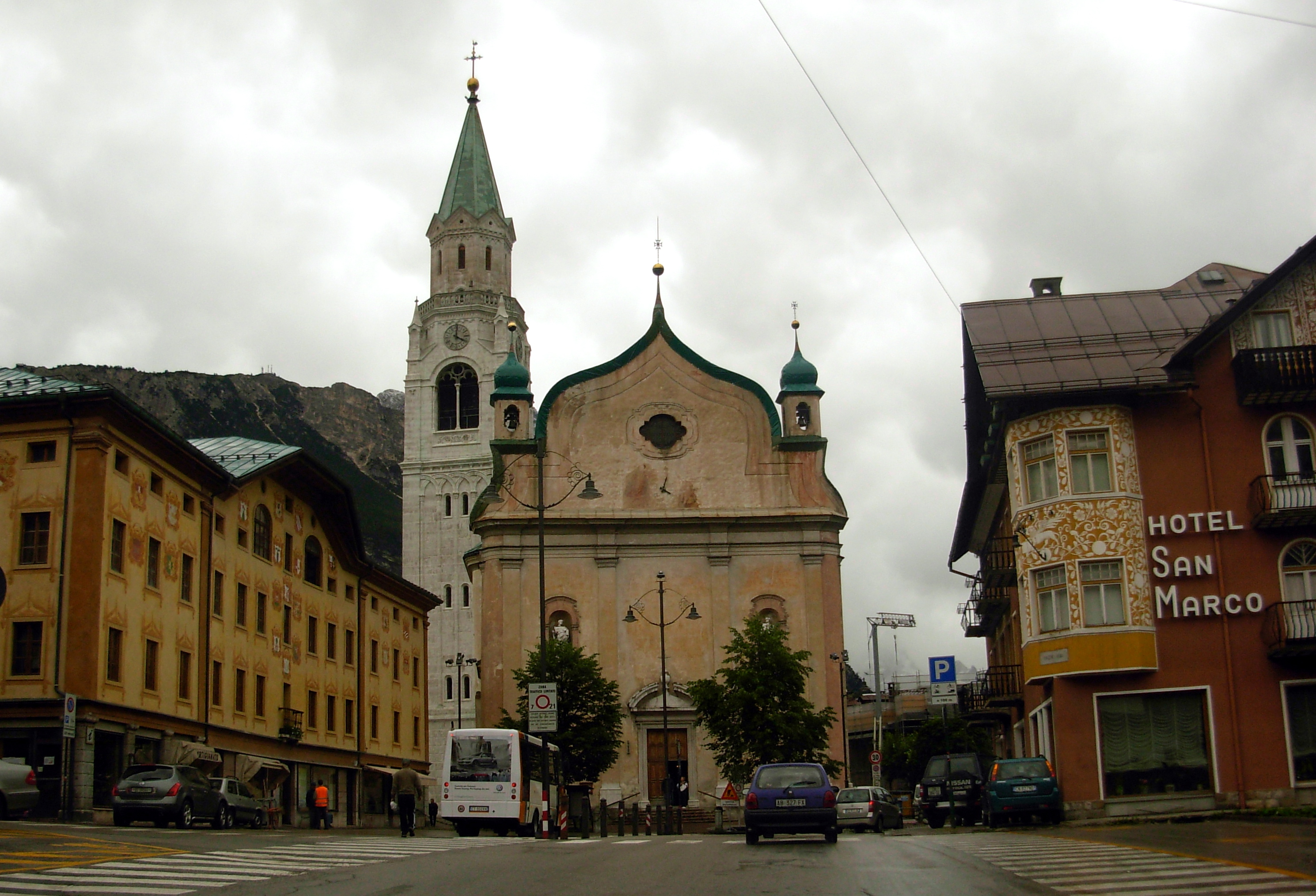
La Basilica dei santi Filippo e Giacomo

#### Basilica dei Santi Filippo e Giacomo
La basilica minore dei Santi Filippo e Giacomo, dedicata agli apostoli Filippo e Giacomo, patroni del paese, è sede della parrocchia e del decanato di Cortina d'Ampezzo. Costruita tra il 1769 e il 1775 sul luogo in cui erano sorte due precedenti chiese del XIII e del XVI secolo, è il vanto della comunità.

#### Chiesa della Madonna della Difesa

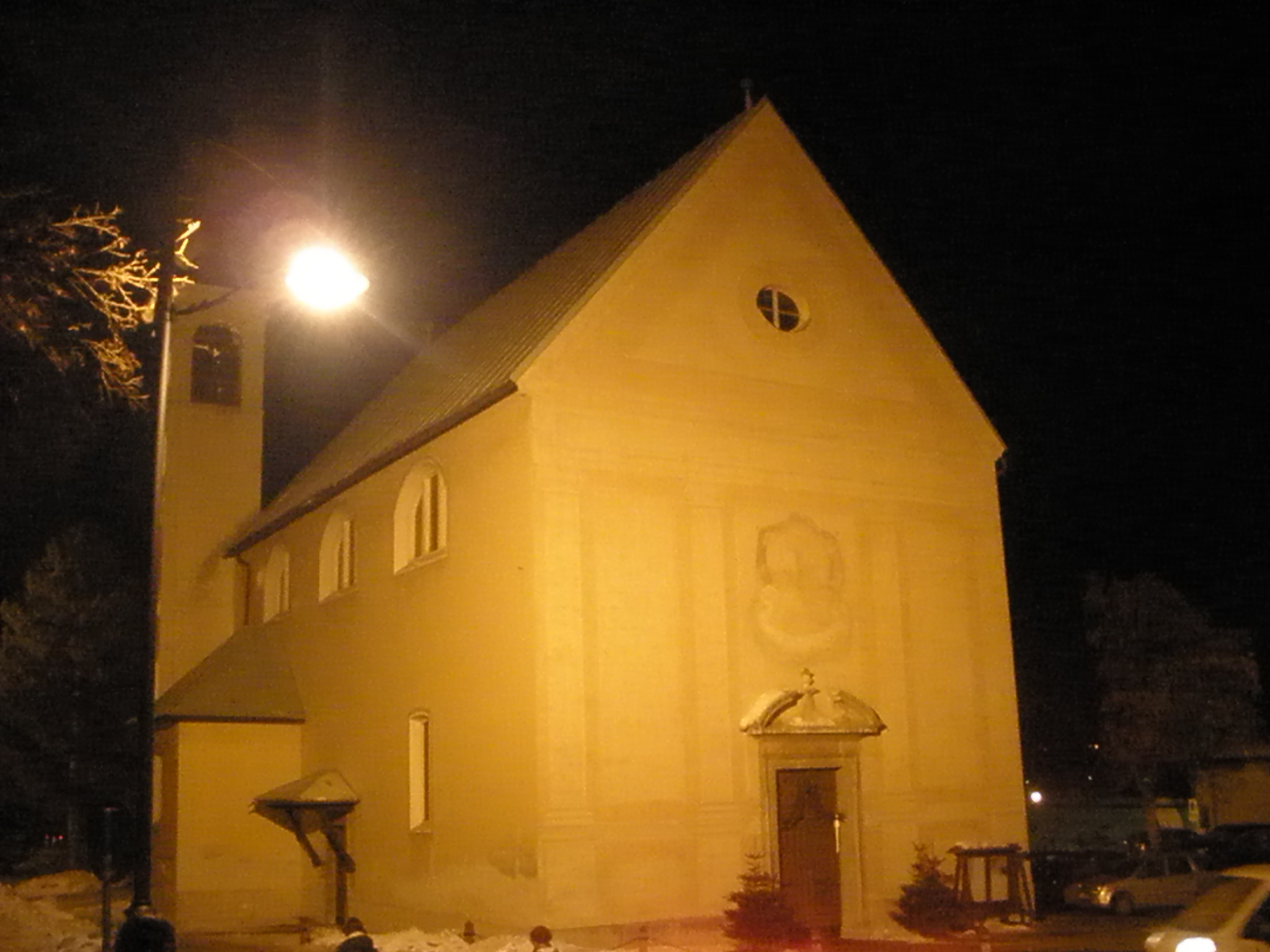
Chiesa della Madonna della Difesa

La chiesa della Madonna della Difesa, presso il cimitero comunale, è oggi gestita dalla diocesi di Belluno-Feltre, dopo essere stata presidiata per molti anni dai frati minori francescani. È dedicata alla Madonna della Difesa, culto molto radicato in Ampezzo a seguito di due avvenimenti miracolosi, attribuiti alla Madre di Dio, avvenuti nel 572 e nel 1412 in difesa della popolazione ampezzana. Edificata nel 1750 su un preesistente sacello del XIV secolo, presenta sulla liscia facciata a capanna un delicato affresco raffigurante la Madonna della Difesa. Gli interni sono decorati con grande ricchezza di statue, dipinti, marmi policromi e foglie d'oro.

#### Chiesa di Sant'Antonio di Padova
La cappella di Sant'Antonio da Padova, a Chiave, la cui edificazione terminò nel 1791, fu ricostruita interamente nel 1809 a seguito di un devastante incendio causato dalle truppe napoleoniche che rase al suolo l'intera frazione di Chiave. Dedicata ad Antonio di Padova, di cui il villaggio celebra solennemente la festa il 13 giugno, la chiesetta pare protetta e racchiusa tra le antiche mura della frazione. L'impianto è classico ad un'unica navata, con il soffitto in pietra appoggiato su un largo cornicione. All'interno sono conservati due pregevoli busti lignei (il Cristo flagellato e santa Caterina), una pala di sant'Antonio dell'ampezzano Giuseppe Lacedelli e un altare ligneo riccamente lavorato.

#### Cappella della Beata Vergine di Lourdes

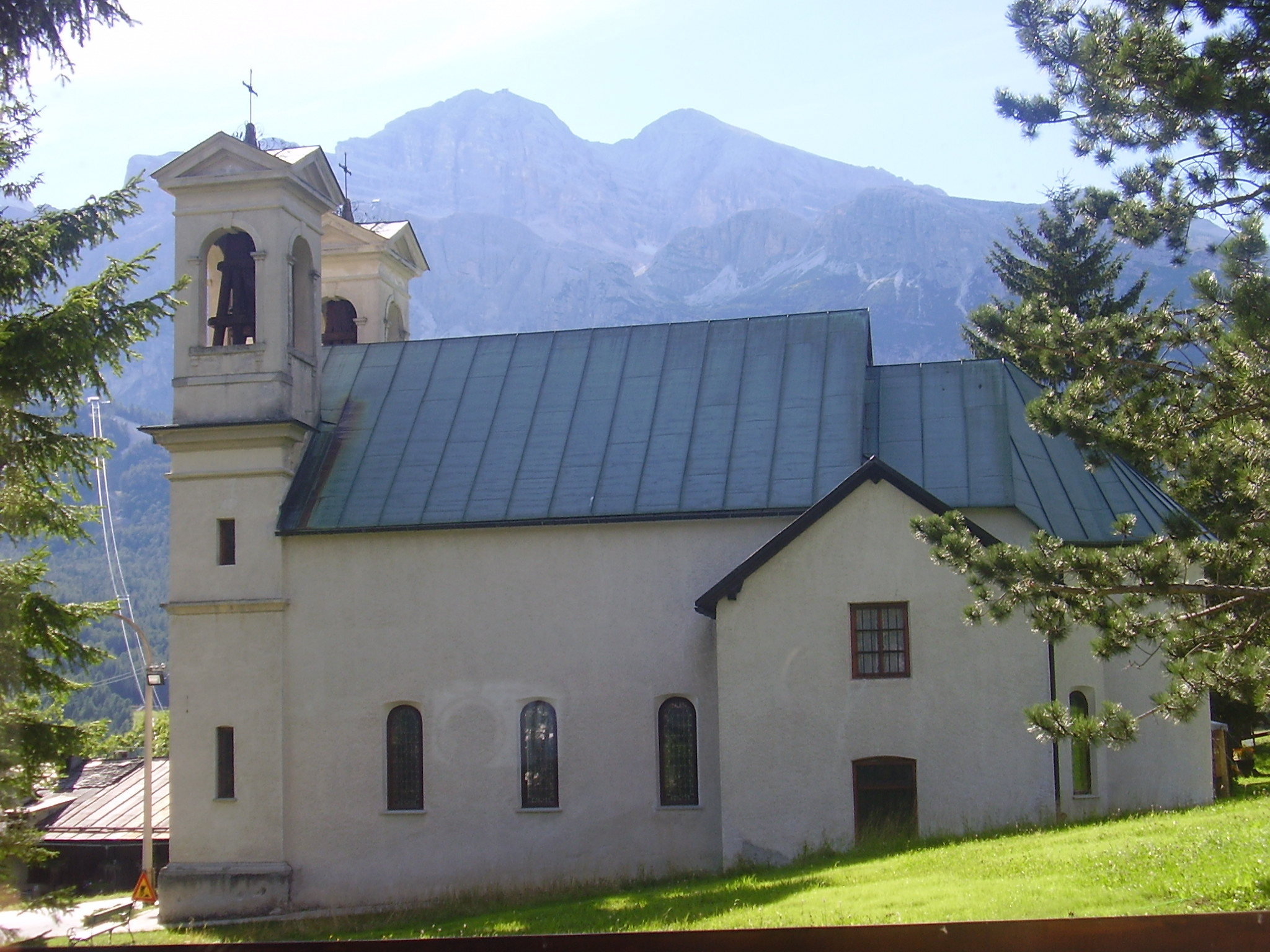
Il lato sinistro della chiesetta di Grava. Sullo sfondo, il massiccio delle Tofane.

La cappella della Beata Vergine di Lourdes, a Grava di Sotto, la cui costruzione terminò nel 1907. Decorata dall'artista gardenese Corrado Pitscheider, è una chiesetta di particolare suggestione data la ricostruzione scultorea, posta nell'abside, di una delle apparizioni della Nostra Signora di Lourdes a Bernadette Soubirous. Ai lati dell'abside sono conservate anche due statue raffiguranti l'arcangelo Michele e santa Lucia, di pregevole fattura.

#### Chiesa di San Nicolò, San Biagio e Sant'Antonio abate
La chiesa di San Nicolò, San Biagio e Sant'Antonio abate, a Ospitale, consacrata il 30 ottobre 1226, sorge al confine settentrionale dei territori ampezzani, dove, fin dall'XI secolo era presente un ospizio che dava ricovero ai viandanti, ai pellegrini e a coloro che, percorrendo questa strada, si dirigevano dalla Repubblica di Venezia alla Germania o viceversa. La dedica a san Nicolò, infatti, non sembra casuale: quest'ultimo era considerato patrono dei viandanti. Il culto del vescovo barese, ancora molto sentito in Ampezzo così come in molte altre valli dolomitiche, risale probabilmente al periodo della dominazione veneziana (quando venne massicciamente diffuso nei territori appartenenti alla Serenissima, non solo come «Poseidone cristiano», ma anche come santo alla cui venerazione era legato il ceto medio veneziano, in contrapposizione al più aristocratico san Marco). Parzialmente riedificata nel 1572, a seguito delle riforme giuseppine fu spogliata dei propri antichi arredi. Gli interni conservano antichi affreschi di grande valore, oltre a incisioni e iscrizioni.

Una vecchia fotografia ritraente la cappella della Santissima Trinità a Castello de Zanna. Sullo sfondo, il massiccio del Pomagagnon.

#### Cappella della Santissima Trinità
La cappella della Santissima Trinità, in località Maion, risale alla fine del 1704 e la sua storia è legata a quella della nobile famiglia ampezzana dei de Zanna e del loro castello. La chiesetta fu infatti fatta costruire a ridosso delle sue cinta murarie per volere di Giovanni Maria e Pietro de Zanna, già nobili per discendenza da un altro Pietro de Zanna. Il primo dei due era "laureato in ambo le leggi" e fu insignito nel 1692 dall'imperatore Leopoldo I del titolo di "Nobile di SS. Trinità e Pietra Reale", donde deriva la dedicazione della cappella. L'esterno presenta un arioso porticato, mentre l'interno, in tipico gusto settecentesco, è decorato da due altari lignei e un dipinto attribuito ad Agostino Ridolfi (1646–1727).

#### Chiesa di San Rocco
La chiesa di San Rocco, sita in località Zuel di Sopra, è dedicata a San Rocco di Montpellier, venerato come protettore dalla peste. L'edificio, consacrato il 10 settembre 1604, è costruito in tipico stile tirolese, con il caratteristico campanile "a cipolla". Vi è conservato il Crišto de Zuel, un crocifisso del XVII secolo che, secondo la tradizione, fu miracolosamente rinvenuto nell'estate del 1695 tra lo strame di una stalla di Zuel.

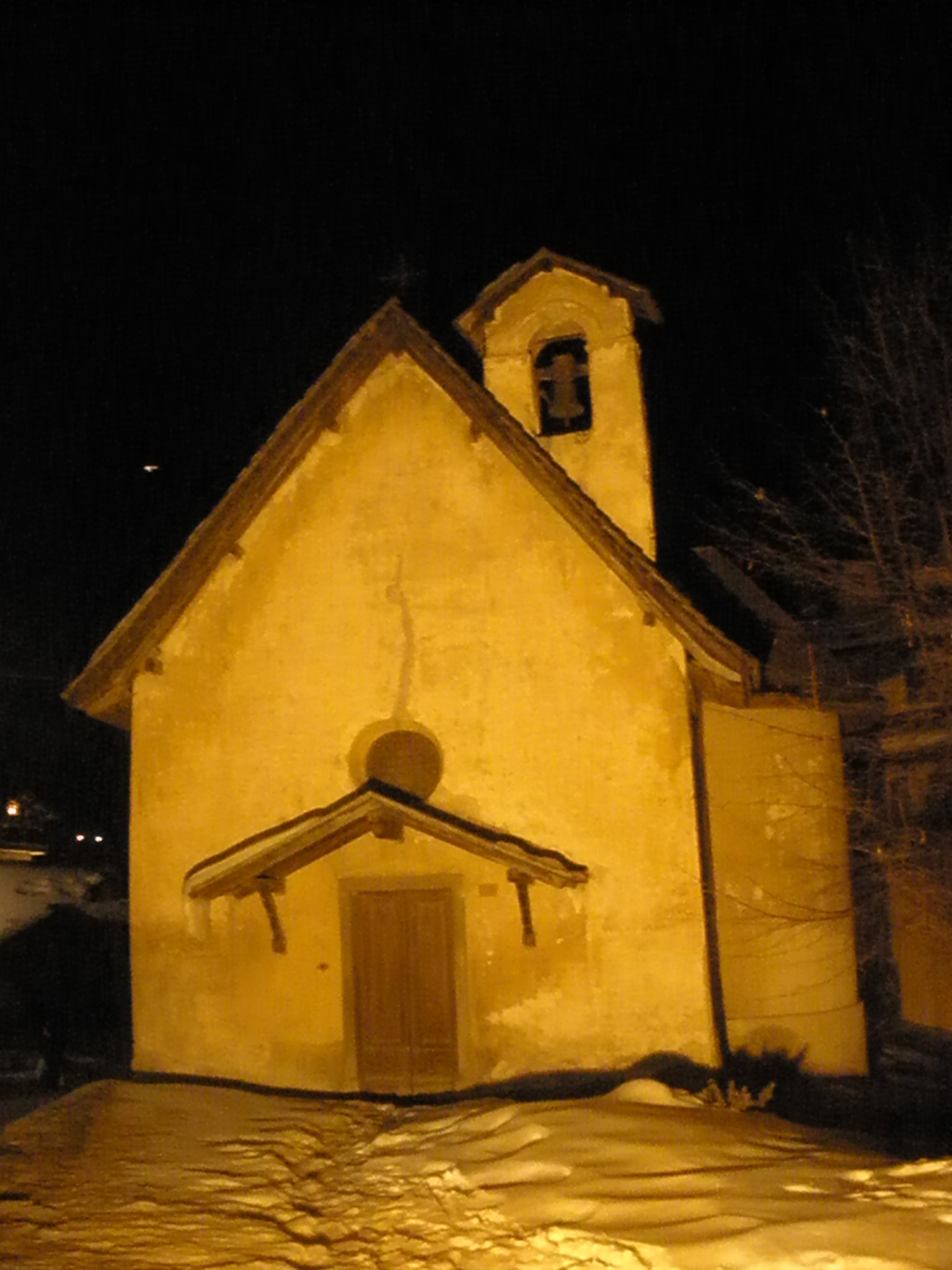
La Chiesetta di San Francesco

#### Chiesa di San Francesco
La chiesetta di San Francesco, in piazzetta San Francesco, nel pieno centro del paese, è una piccola cappella privata, proprietà della famiglia ampezzana dei Costantini, di cui non si conosce la data di fondazione: appare per la prima volta in un atto di compravendita risalente al 29 settembre 1396. Essa è rimasta praticamente inalterata nei secoli, eccezion fatta per la grotta di Lourdes fatta costruire nel 1913 sulla parete destra dell'unica navata dal sacrestano del tempo, Fedele Siorpaes. Di indubbio interesse artistico sono gli affreschi trecenteschi di santi nella parete in fondo al presbiterio.

#### Chiesa di Santa Giuliana
La chiesa di Santa Giuliana, ad Alverà, fu consacrata il 5 settembre 1716. Presenta una pianta a navata unica e gli arredi rispecchiano il tipico gusto settecentesco. L'unico altare presente all'interno è uno degli esempi più pregevoli di scultura e intaglio lignei del XVII secolo presenti in Ampezzo. In una pala di scuola veneta datata 1692 è raffigurata Santa Giuliana di Nicomedia vestita ed ingioiellata come una ricca cortigiana. Sulla parete sinistra è infine collocata una teca conservante una piccola Madonna col melograno, risalente al XVI secolo.

### Architetture civili

#### Ciaṣa de ra Regoles

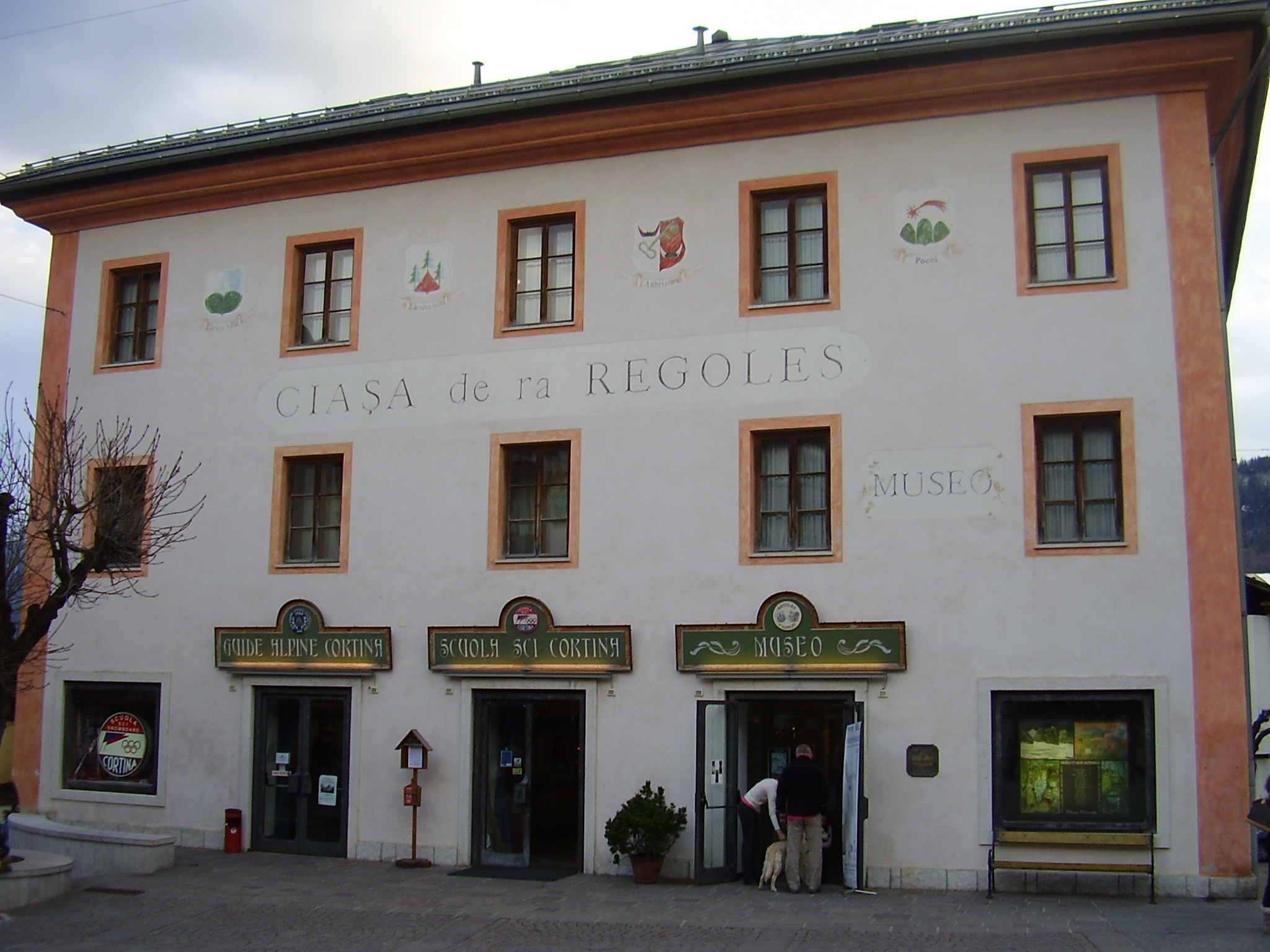
La Ciaṣa de ra Regoles in corso Italia

La Ciaśa de ra Règoles (o Casa delle Regole), posizionato in piazza Venezia, a metà di corso Italia, era, un tempo, la sede dell'istruzione elementare ampezzana e rappresenta lo spirito di cooperazione e il senso comunitario di un popolo che conosceva già molti secoli or sono l'importanza del buon utilizzo del patrimonio collettivo, fatto di edifici, pascoli e boschi. La Casa delle Regole ospita al proprio interno, oltre agli uffici della Comunanza Regoliera, il Museo d'arte moderna Mario Rimoldi, uno dei tre musei delle Regole d'Ampezzo (gli altri due sono il Museo paleontologico Rinaldo Zardini e il Museo etnografico Regole d'Ampezzo).

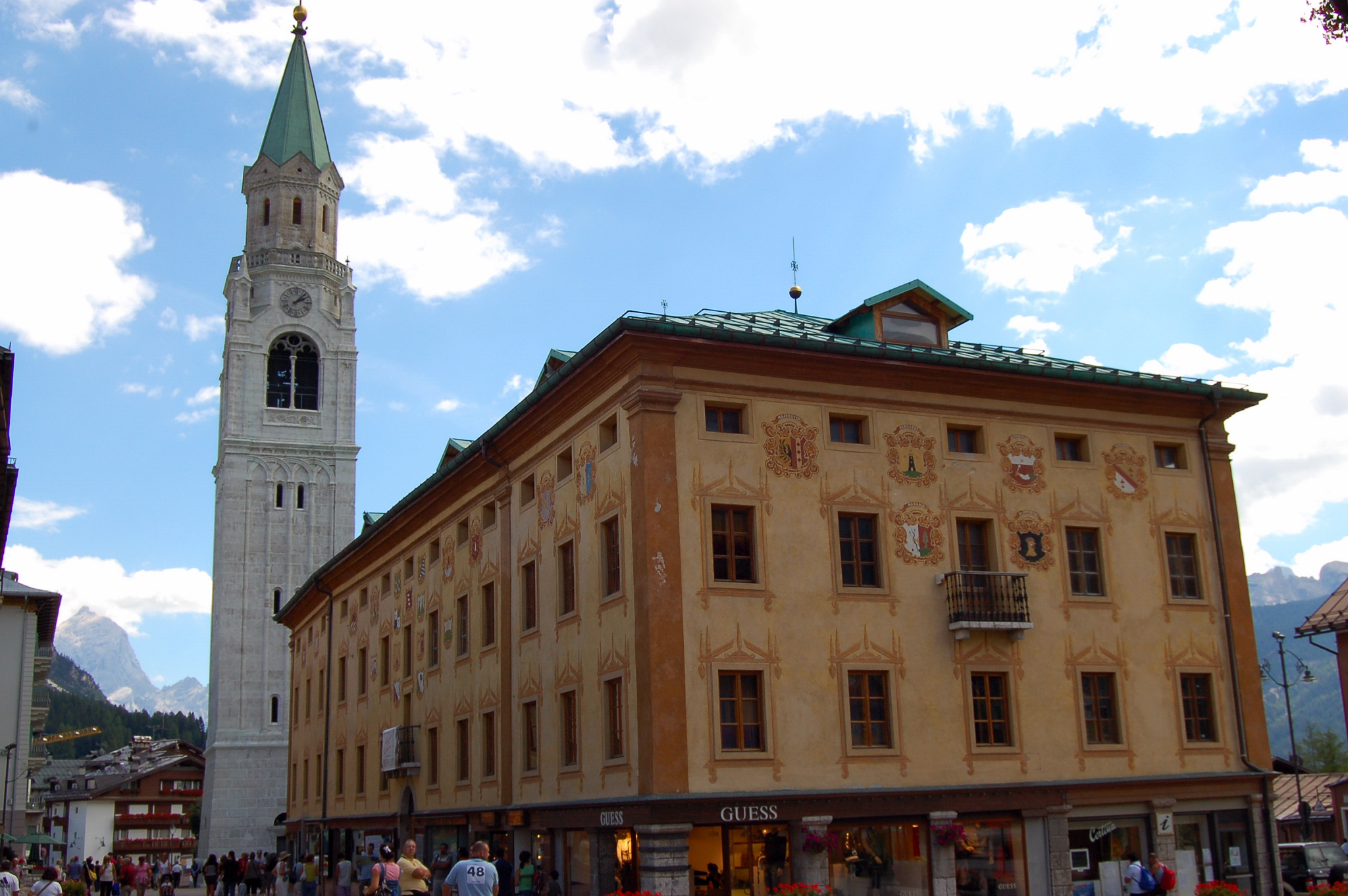
Il "Comun Vecio" in corso Italia

#### Comun Vècio
Il Comun Vècio (il municipio vecchio), situato in piazza Roma, fu per decenni il centro amministrativo comunale durante l'amministrazione asburgica. Oggi è sede della biblioteca civica e del Corpo Musicale di Cortina, ma conserva comunque il suo carattere maestoso. Sui quattro lati sono rappresentati gli stemmi araldici delle famiglie ampezzane, dei sei sestieri e delle undici regole.

##### Museo d'arte moderna Mario Rimoldi
Il Museo d'arte moderna Mario Rimoldi conserva oltre 800 opere dei maggiori pittori del Novecento italiano: Campigli, Carrà, Cascella, de Chirico, de Pisis, Guttuso, Morandi, Mušič, Savinio, Severini, Sironi, Tomea e molti altri. Ospita inoltre numerose esposizioni temporanee su varie tematiche.

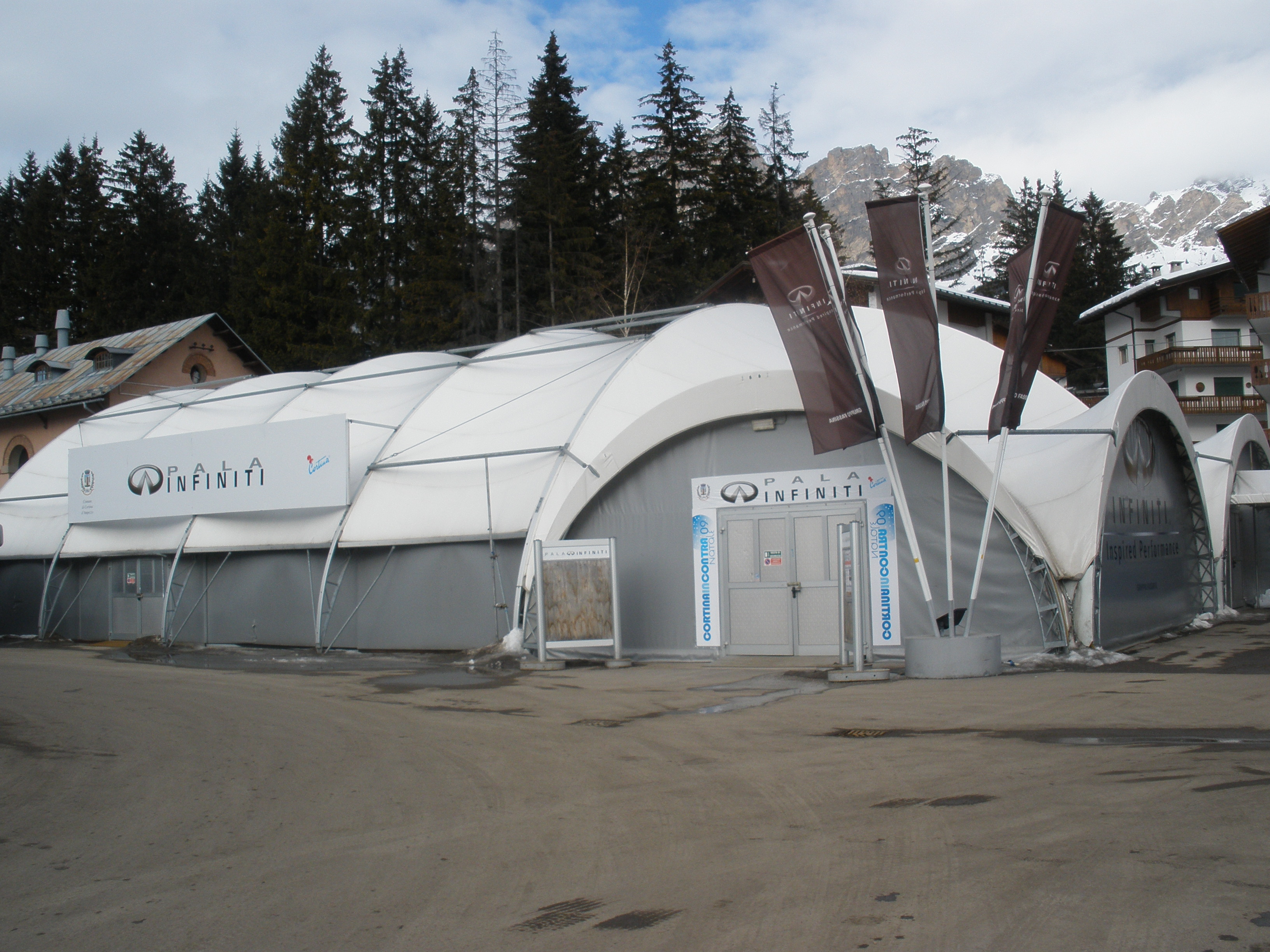
Il PalaAudi di Cortina d'Ampezzo, fino al 2009 chiamato PalaInfiniti

#### Ex Palazzo Telve
Progettato dall’architetto Edoardo Gellner per i Giochi Olimpici Invernali del 1956, il palazzo, uno dei più significativi esempi del linguaggio gellneriano nella conca ampezzana, è stato oggetto di un importante restauro nel 2013 a cura della LIR.

#### Ex palazzo delle Poste
L'ex palazzo delle Poste, in posizione centralissima, è un edificio realizzato per i giochi Olimpici del 1956 progettato dall'architetto Edoardo Gellner.

#### Alexander Girardi Hall
L'Alexander Girardi Hall (o semplicemente Alexander Hall), in località Pontechiesa, poco sopra il fiume Boite, è un edificio di proprietà regoliera di recentissima costruzione (terminata nel dicembre 2006) nato per soddisfare le più diverse esigenze del settore congressuale. Parallelamente all'attività congressistica, l'edificio accoglie mostre ed eventi (come la mostra sulla grande guerra, allestita nel 2008 per celebrare i novant'anni dal termine del conflitto), ma soprattutto promuove attività culturali strettamente connesse al folclore locale ampezzano e alle collezioni regoliere. L'edificio è stato dedicato ad Alexander Girardi (1850 - 1918), celebre attore teatrale austriaco di fine Ottocento, nativo di Graz, i cui genitori erano proprio d'origine ampezzana.
L'edificio inoltre ospita altri due Musei delle Regole d'Ampezzo:
Museo paleontologico Rinaldo Zardini, una raccolta di centinaia di fossili di ogni colore, forma e dimensione, trovati, radunati e catalogati dal fotografo ampezzano Rinaldo Zardini, appassionato di paleontologia. Tutti i pezzi esposti sono stati rinvenuti sulle Dolomiti e narrano di un'epoca in cui queste alte vette alpine si trovavano ancora sul fondale di un grande mare tropicale, popolato da invertebrati marini, pesci, coralli e spugne.
Museo etnografico Regole d'Ampezzo, allestito in una vecchia segheria "alla veneziana" ristrutturata, che sfruttava il moto idraulico del torrente Boite. Ivi sono esposti oggetti della vita quotidiana, contadina e pastorale di un passato non tanto lontano: sono conservati oggetti della religiosità popolare, testimonianze artistiche, utensili agricoli, tecniche di lavorazione dei materiali e abiti tipici di questa valle che vengono sfoggiati nelle maggiori occasioni.

#### Grand Hotel Miramonti
Il Grand Hotel Miramonti è uno storico albergo di lusso costruito nel 1906 e già nella prima metà del XX secolo divenne meta di molti personaggi importati nel mondo della politica e successivamente anche del cinema.
Trampolino Italia
costruito per le Olimpiadi invernali 1956,il restauro in programma terminerà per le Olimpiadi del 2026
Pista olimpica Eugenio Monti
costruita per le Olimpiadi invernale del1956 e restaurata per le Olimpiadi invernali del 2025

### Architetture militari

#### Forte Tre Sassi
Il forte Tre Sassi (o forte Tra i Sassi, in tedesco: Werk Tre Sassi e in ladino: Festung intrà i sasc) è un fortilizio di costruzione austro-ungarica fatto erigere a partire dal 1897 presso il Passo Valparola. Posto tra il Sass de Stria e il Piccolo Lagazuoi, il forte dominava il passaggio tra il passo Falzarego (ossia Ampezzo, il Cadore e il Bellunese) e la Val Badia in Alto Adige.

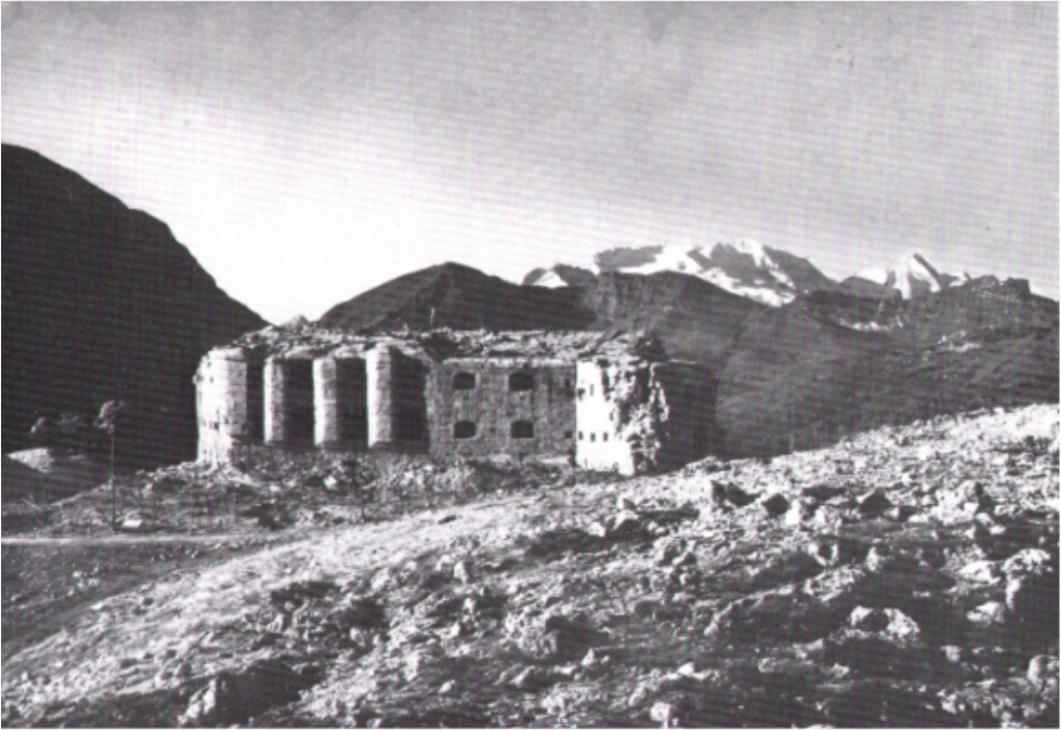
Il Forte Tre Sassi nel 1916

Esso faceva parte del grande complesso di fortificazioni austriache al confine italiano, fatto costruire per volere dello stato maggiore austro-ungarico tra la fine del XIX e l'inizio del XX secolo.
Reso inutilizzabile a causa di un bombardamento italiano il 5 luglio 1915, il rudere rimase in uno stato di totale abbandono fino all'avvento del nostro secolo, quando venne restaurato dalle Regole d'Ampezzo assieme alla famiglia divenutane proprietaria, i Lacedelli. Il Forte Tre Sassi ospita un Museo della grande guerra, all'interno del quale sono conservati reperti (bellici e non) risalenti agli anni del primo conflitto mondiale.

#### Castello di Botestagno
Il castello di Botestagno (detto anche "di Podestagno", dal tedesco Peutelstein, "Rocca sul Boite") era un fortilizio d'età medievale (quasi completamente scomparso) che si ergeva sull'omonimo sasso, situato nella valle del fiume Boite, poco più a nord del centro abitato, in località Prà del Caštel.
Si ritiene che i primi a costruire un appostamento ligneo su Botestagno siano stati i Longobardi tra il VII e l'VIII secolo, certamente con il fine di dominare le tre valli che sotto di esso convergono: la Valle del Boite, la Val di Fanes e la Val Felizon; il primo nucleo in pietra, tuttavia, risale probabilmente all'XI secolo. Nel corso dei secoli successivi fu tenuto dai tedeschi (fino al 1077), dai patriarchi di Aquileia (XII secolo) e dai Caminesi (XIII secolo), sotto i quali Botestagno divenne sede di un capitanato. Passò poi in mano veneziana e infine asburgica. Durante il Settecento il castello perse via via d'importanza, fino a quando fu messo all'asta nel 1782 per volontà dell'imperatore Giuseppe II.
Oggi sono visibili solamente i poveri ruderi di quelle che dovevano essere le cantine e le fondamenta del castello, ormai in buona parte inghiottite dalla vegetazione e dal tempo.

Le inconfondibili candide torri del Castello de Zanna

#### Castello de Zanna
Il castello de Zanna è una piccola fortezza, situata in località Minel, la cui costruzione è legata ad una particolarissima storia di fine Seicento. Costituito di bianche e basse mura perimetrali e da due candide torrette angolari, presenta, su quella che doveva essere la facciata principale, una piccola cappella dedicata alla Santissima Trinità. Voluto da Zamaria Zanna, la costruzione del castello iniziò nel 1694, ma il 19 agosto 1696 i lavori furono interrotti dalla stessa comunità ampezzana e l'edificio rimase così incompiuto fino a quando, nel 1809, venne dato alle fiamme dalle truppe rivoluzionarie francesi che avevano invaso Ampezzo, rimanendone parzialmente danneggiato. Da allora il castello non ha subito altri interventi e si presenta come una piccola e bianca fortezza diroccata.

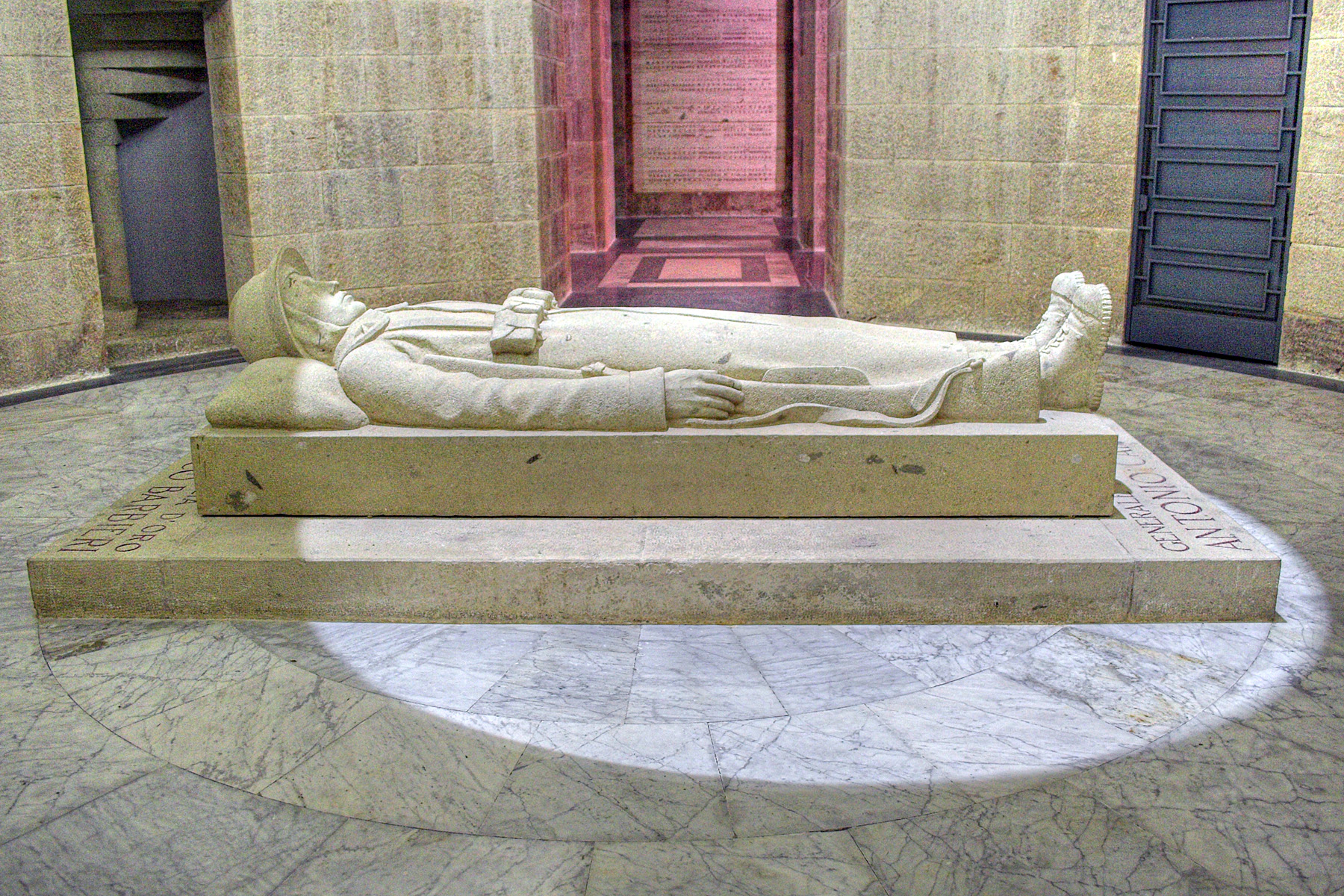
Il sarcofago del Fante morto, posto all'interno dell'ossario

#### Sacrario militare di Pocol
Il sacrario militare di Pocol (detto anche ossario di Pocol) sorge a quota 1.535 m s.l.m., presso la SS 48 delle Dolomiti in direzione di Passo Falzarego, in località Pocol. Edificato nel 1935 come monumento funebre alle migliaia di caduti della grande guerra sul fronte dolomitico, questo austero sacrario è costituito principalmente da due parallelepipedi orizzontali di differente grandezza posti l'uno sopra l'altro, su cui s'innalza una massiccia torre quadrangolare in pietra, ben visibile da tutta la sottostante conca ampezzana. Sul retrostante piazzale, a destra, si affaccia una piccola chiesetta, costruita nel 1916 quale cappella del vecchio cimitero militare dagli alpini del 5º gruppo.
Conserva le misere spoglie di 9.707 caduti italiani, di cui 4.455 rimasti ignoti, e di altri 37 caduti austro-ungarici noti. In una cripta situata al centro della struttura, sotto il sarcofago in pietra del "Fante morto", riposa il corpo del generale Antonio Cantore, insignito della medaglia d'oro al valor militare.

### Aree naturali

#### Parco naturale regionale delle Dolomiti d'Ampezzo
L'area protetta del Parco naturale regionale delle Dolomiti d'Ampezzo, interamente compreso all'interno del comune ampezzano, si estende a nord dell'abitato di Cortina d'Ampezzo fino al confine con la regione Trentino-Alto Adige, inserendosi nel Parco naturale Fanes - Sennes - Braies, con il quale forma un più esteso comprensorio naturalistico dalle caratteristiche ambientali simili, dell'ampiezza totale di circa 37.000 ha.
Il parco, che copre un'area complessiva di 11.200 ha, è stato ufficialmente istituito il 22 marzo 1990 con Legge Regionale n. 21 della regione Veneto. Nato con il consenso dell'Assemblea generale dei Regolieri, è stato affidato in gestione dalla Regione Veneto alla Comunanza delle Regole d'Ampezzo.
Il territorio del parco comprende molti famosi gruppi dolomitici: il Cristallo, le Tofane, la cima Fanes, il Col Bechei e la Croda Rossa, rispettivamente divisi dalla Val Travenanzes, dalla Val di Fanes, dall'alta Valle del Boite e dalla Val Felizon. Alcuni di questi massicci presentano vette che superano i 3.200 metri s.l.m. e racchiudono nelle rientranze dei loro versanti settentrionali alcuni piccoli ghiacciai. Le valli sono strette e formano degli spettacolari orridi naturali in prossimità della comune confluenza, in corrispondenza della quale è situata l'entrata principale del parco, e si aprono in vasti altipiani a pascolo verso le quote più alte. Altri due solchi vallivi costituiscono i limiti meridionali dell'area. Il parco è poi delimitato dalla valle del rio Falzarego ad ovest e dalla Val Padeon ad est. All'interno del parco vi sono ben diciannove strutture turistiche, tra ristoranti e rifugi alpini.

## Società

### Evoluzione demografica

#### Dalla fine del 1700 alle guerre napoleoniche
I primi dati ufficiali del numero di abitanti in Ampezzo si trovano nella biblioteca del Tiroler Landesmuseum Ferdinandeum (museo del Tirolo) di Innsbruck, oltre ad un documento dell'archivio comunale datato 1773. Altre statistiche arrivano dallo Schematisus der Diözese Brixen (Schematismo della diocesi di Bressanone).
Fino al 1804 la popolazione ebbe una crescita media del 4,10% piuttosto costante. A causa delle Guerre napoleoniche Anpezo passò al Regno di Baviera (1805) e poi al Regno d'Italia (1810), queste guerre segnarono molto la popolazione, specie per i fatti bellici del 1809 che videro un crollo demografico tra il 1806 e il 1814 del 17,33%.
Consistenti in quegli anni furono anche gli emigrati che toccarono nel 1812 le 299 unità (il 12,55% del totale). Nei 50 anni successivi alle guerre napoleoniche gli emigrati non superarono mai le 16 unità annue.
Popolazione dal 1773 al 1814

#### Dalle guerre napoleoniche all'avvento del turismo
Dopo le guerre napoleoniche la popolazione tornò a crescere gradualmente e costantemente con un tasso medio del 3,40% (tra il 1818 e il 1863). L'emigrazione fu quasi nulla. Col 1863 e l'arrivo di Paul Grohmann inizia l'era del turismo.
Popolazione dal 1812 al 1863

#### Dall'inizio del turismo alla fine della amministrazione austro-ungarica
popolazione dal 1863 al 1919

#### Dall'annessione al Regno d'Italia ai Giochi olimpici invernali
Popolazione dal 1919 al 1956

#### Dai Giochi olimpici invernali al 2021
Popolazione dal 1956 al 2021

La popolazione ampezzana, come si può evincere dal grafico, ha visto una costante crescita nel periodo compreso tra l'annessione allo Stato Italiano e tutti gli anni sessanta, mentre a partire dagli anni settanta ha registrato un forte calo (-2 099 unità in trent'anni).
Alla fine del 2008 si sono contati 44 nati (7,1‰) e 67 morti (10,9‰) con un incremento naturale di -23 unità (-3,8‰). Le famiglie (2 808) contano in media 2,2 componenti.

### Etnie e minoranze straniere
La presenza di popolazione straniera residente a Cortina d'Ampezzo è un fenomeno abbastanza recente e di proporzioni piuttosto ridotte, anche viste le dimensioni poco estese del paese.
Gli stranieri residenti nel comune sono 270, corrispondenti al 4,77% della popolazione totale.
Di seguito i gruppi di stranieri più consistenti (al 31 dicembre 2019):
1. Ucraina, 58
2. Romania, 54

### Lingue e dialetti
Accanto all'idioma italiano, parte della popolazione locale parla correntemente l'ampezzano che è una variante locale del più ampio gruppo del ladino, cui è ormai riconosciuto il rango di una vera e propria lingua. Si tratta di una lingua romanza discendente dal latino (alla pari dell'italiano, del francese o del castigliano) con antiche influenze dalla lingua celtica e retica; il quale rassomiglia per molti aspetti al romancio parlato in Svizzera. Il mantenimento di questo idioma, conosciuto dagli anziani ma anche da molti tra i più giovani, è diventato per una parte degli ampezzani un vero e proprio simbolo di attaccamento alle proprie radici montane e rustiche. Lo stesso sentimento di orgoglio comunitario è riscontrabile nell'appartenenza alla cultura ladina/tirolese, diversa e distinta da quelle italiana e tedesca, che continua a sopravvivere benché sempre più compressa tra queste ultime. Una tendenza culturale che comincia a trovare un riconoscimento da parte delle istituzioni: notevole, ad esempio, che nel dicembre 2007 l'amministrazione comunale abbia deciso di affiancare il ladino all'italiano nella toponomastica stradale e delle frazioni, nel rispetto della normativa in vigore dal 1999 per la tutela delle minoranze linguistiche.
Un sondaggio del 2006 ha potuto inoltre rivelare la composizione linguistica di tre comuni della Provincia di Belluno che facevano parte del Tirolo storico, includendo Ampezzo. Il sondaggio ha rilevato che il 15,6% della popolazione ampezzana è di madrelingua ladina, mentre l'82,1% è di madrelingua italiana. È presente inoltre una minoranza germanofona che comprende l'1,7% della popolazione, risalente alla amministrazione austriaca.

### Religione
La religione dominante nel comune di Cortina d'Ampezzo è quella cristiana di credo cattolico romano. Non ci è dato sapere né l'epoca né l'autore dell'evangelizzazione di queste terre in epoca antica; tuttavia, come già precedentemente affermato riguardo alla storia medievale di Ampezzo, la tradizione vuole che nel corso del VI secolo gli abitanti abbiano ricevuto dalla Madonna una protezione miracolosa che li avrebbe salvati dalle razzie dei Longobardi, che in quegli anni stavano compiendo la propria calata nella penisola italiana. Al secolo VI, dunque, questa regione già professava la fede cristiana. In particolare, è molto sentita la venerazione per la "Madonna della Difesa", anche in virtù di un secondo miracolo, avvenuto quando, nel 1412, un esiguo gruppo di ampezzani e cadorini riuscì a bloccare le truppe imperiali di Sigismondo del Lussemburgo al passo di Cimabanche. Tale evento venne attribuito all'intercessione della Vergine Maria e da allora, ogni 19 gennaio, si celebra la cosiddetta "Festa del Voto".

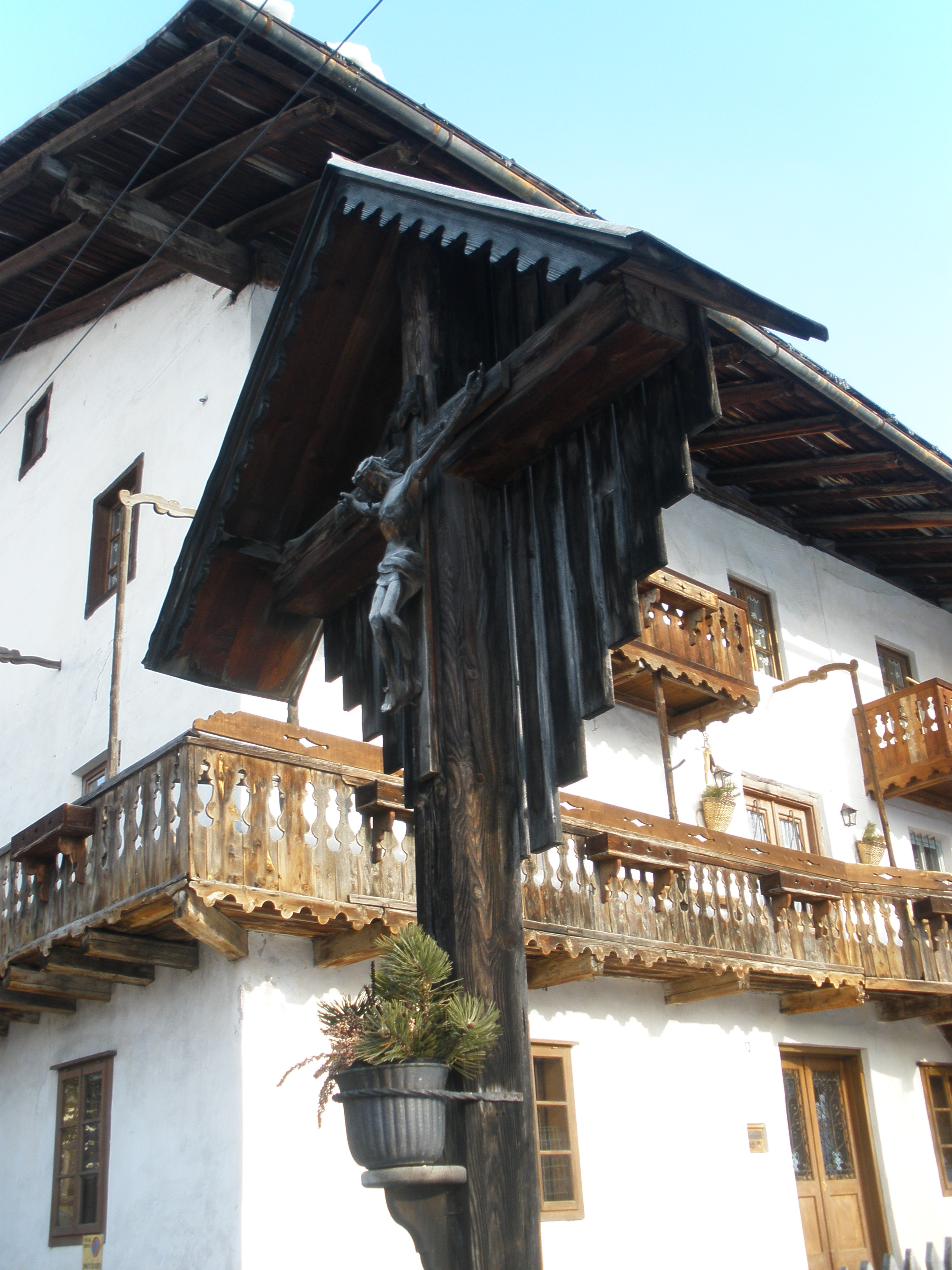
Un crocifisso ligneo in località di Grava di Sotto

Il forte sentimento religioso di questa valle è testimoniato anche dalla grande quantità di altari, cappelle, chiese, edicole sparse per tutto il territorio: pressoché ogni località ampezzana possiede una propria chiesetta, dedicata alla venerazione di un particolare santo protettore. I Santi Filippo e Giacomo sono invece patroni di tutto Ampezzo, venerati nella chiesa principale del paese. Ai fianchi delle strade, ai bivi e agli incroci, nei boschi o presso le sorgenti dei ruscelli, è poi facile trovare piccole edicole dedicate alla Madre di Dio o crocifissi di legno che testimoniano una religiosità popolare semplice ma ancora sentita.
L'intero territorio è compreso in una sola parrocchia, quella dei Santi Filippo e Giacomo, sede anche del decanato di Cortina d'Ampezzo. Dal punto di vista ecclesiastico, la parrocchia, fino al 1751 seguì le vicissitudini della chiesa matrice di Pieve di Cadore, passando nei secoli sotto diverse autorità episcopali: subordinata al Patriarcato di Aquileia per sette secoli, alla soppressione di quest'ultimo (1751) passò, come territorio asburgico, sotto l'arcidiocesi di Gorizia, quindi sotto l'amministrazione vescovile di Lubiana (1787), e appena due anni più tardi divenne parte della diocesi di Bressanone. Nell'agosto 1964, infine, il decanato fu aggregato alla diocesi di Belluno.
Tra le minoranze religiose, conseguenza soprattutto della recentissima immigrazione, si registrano sparute comunità di cristiani ortodossi e musulmani. È inoltre presente una congregazione dei Testimoni di Geova, che ha la propria sede in località Pian da Lago.

### Referendum per l'aggregazione alla provincia autonoma di Bolzano
Il 28 e 29 ottobre 2007 si è tenuto un referendum consultivo per chiedere che il comune (assieme a quelli di Livinallongo del Col di Lana e Colle Santa Lucia) fosse distaccato dal Veneto e riaggregato alla provincia autonoma di Bolzano. Il referendum si è contraddistinto per la netta vittoria dei "sì" e per il superamento dei due quorum qualificati.

## Cultura
Musei
Il museo d'Arte Moderna Mario Rimoldi, Il museo Paleontologico Rinaldo Zardini ,Il museo Etnografico delle Regole d'Ampezzo,museo della Grande Guerra 1915-1918 al Forte Tre Sassi., il museo della Vespa, il museo diffuso letterario,museo all'aperto delle 5 Torri, il museo nelle nuvole " Messner", il museo storia dello sport, museo della memoria " Ospedaletti sulle Tofane "

### Istruzione

#### Biblioteche
Biblioteca Civica, in Corso Italia 83, con un patrimonio librario di oltre 26000 volumi è dopo quella di Belluno la più fornita della provincia.

#### Ricerca
- Osservatorio Astronomico del Col Drusciè “Helmut Ullrich”.[60][61]
- Planetario A. Dimai [62]
- Planetario Nicolò Cusano[63]

#### Scuole
Il sistema scolastico nella valle d'Ampezzo ha origini molto antiche: già nel XVII secolo, infatti, esistevano istituti popolari, resi gratuiti nel 1774, vennero riformati nel 1848 durante la grande stagione delle riforme attuate dagli Asburgo nei propri possedimenti.
Tra gli istituti pubblici, sono presenti in Ampezzo un istituto comprensivo (che raccoglie una materna, un'elementare e una media) e il Polo della Val Boite (istituto d'istruzione secondaria superiore, costituito nel 1999 a seguito del decreto Bassanini), che raccoglie il liceo scientifico, l'Istituto professionale per i servizi alberghieri e ristorazione, l'istituto d'arte, l'istituto tecnico commerciale e il liceo classico del comune di San Vito di Cadore. Negli anni scolastici 2007-2008 e 2008-2009, il Polo della Val Boite ha avuto rispettivamente un totale di 550 e 567 iscritti, e di un corpo docenti formato rispettivamente da 72 e 90 insegnanti.
Sono invece privati l'asilo "Don Pietro Frenademez" (paritario), e l'asilo nido e le scuole materna ed elementare dell'associazione "Facciamo un Nido", ente gestore del Centro Infanzia e Scuola Elementare "Montessori" (scuola primaria paritaria e tutto il Centro bilingue italiano-inglese a partire dall'asilo nido, utilizzanti il metodo Montessori).

### Cinema e televisione

Roger Moore nel 1981 a Cortina d'Ampezzo per le riprese esterne di Solo per i tuoi occhi

La valle e i monti d'Ampezzo sono spesso stati scelti da registi e sceneggiatori come set ideali per la realizzazione di svariate pellicole cinematografiche, soprattutto per la bellezza dei paesaggi naturali. È questo il caso di Cliffhanger - L'ultima sfida, film statunitense di Renny Harlin, con Sylvester Stallone (1993): benché la vicenda di questo film si svolga nelle Montagne Rocciose, l'ambientazione fu individuata in Ampezzo (tra i pendii del Lagazuoi) proprio in virtù della spettacolarità e della magnificenza dei massicci montuosi.
Nel 1956 il territorio di Cortina d'Ampezzo, e principalmente la frazione di Fiames, è stato uno dei luoghi delle riprese del film La dinastia del petrolio, un film d'avventura britannico uscito nelle sale l'anno successivo, ambientato nell'Alberta canadese, diretto da Ralph Thomas e basato sull'omonimo romanzo del 1952 di Hammond Innes. Le riprese furono effettuate, oltre che a Fiames, nell'area che di lì a poco avrebbe ospitato l'aeroporto di Fiames, e nei dintorni di Cortina d'Ampezzo, anche nel lago di Pontesei: proprio in relazione a tale circostanza, la pellicola è una testimonianza del cantiere all'epoca attivo per la realizzazione della diga di Pontesei.
Altri film di fama internazionale girati in Ampezzo sono La Pantera Rosa (1963), con David Niven e Peter Sellers; Mercoledì delle ceneri (1973), con Elizabeth Taylor ed Henry Fonda; l'episodio della saga di James Bond Solo per i tuoi occhi (1981), con Roger Moore; Il colonnello Von Ryan (1965), con Frank Sinatra; L'orso (1988) di Jean-Jacques Annaud; Ladyhawke (1985), con Rutger Hauer e Michelle Pfeiffer e Il grande silenzio (1968), con Jean-Louis Trintignant.
Cortina d'Ampezzo e la relativa valle fanno una breve apparizione nel film Spider-Man: Far from Home, sebbene il film indichi il territorio come in Austria anziché in Italia.
Tra le pellicole e le serie televisive nostrane qui girate ricordiamo Fantozzi in paradiso (1993); due episodi della fortunata serie natalizia di commedie leggere interpretate dalla coppia Boldi-De Sica: Vacanze di Natale (1983) e Vacanze di Natale 2000 (1999), entrambi diretti dai fratelli Carlo ed Enrico Vanzina; Yuppies - I giovani di successo (1986) sempre dei fratelli Vanzina; Amanti (1968), di Vittorio De Sica; Letto a tre piazze (1960), con Totò e Peppino; il celeberrimo Il conte Max (1957) con Alberto Sordi; Vacanze d'inverno (1959), sempre con Sordi affiancato da Vittorio De Sica; infine, parte della serie televisiva Un ciclone in famiglia. Nel 2011 in Ampezzo è stato girato il cinepanettone di Neri Parenti Vacanze di Natale a Cortina. Nel 2024 è uscito il film Cortina Express, diretto da Eros Puglielli.
La valle ampezzana è stata scelta come scenario anche per numerosi spot pubblicitari, specialmente per quelli invernali dell'azienda di telefonia mobile TIM, andati in onda negli anni 2000.
Il programma televisivo Linea Bianca ha dedicato alcune puntate a Cortina d'Ampezzo.

### Musica

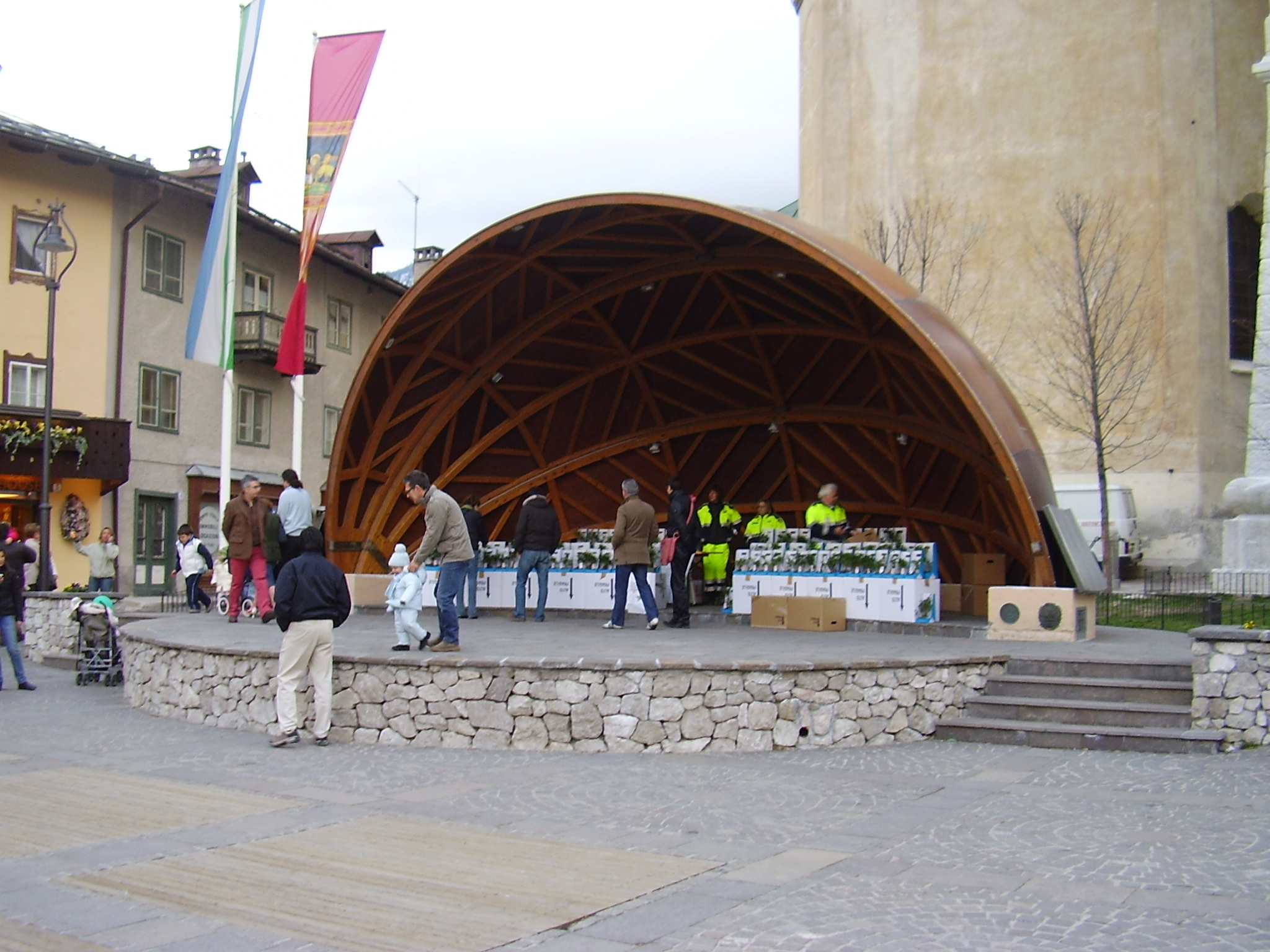
La Cogòia (Conchiglia), il palco di Corso Italia sul quale si tengono molti degli spettacoli organizzati dai vari gruppi musicali ampezzani.

- Il Coro Cortina nasce nel 1965 per volontà di un gruppo di amici, cultori della musica e intenzionati a salvaguardare e a organizzare in forma corale i canti popolari di montagna. La vera vita artistica comincia, tuttavia, nel 1967, sotto la direzione di Giancarlo Bregani, noto musicologo e critico musicale. Il coro, composto da una trentina di elementi, ha un repertorio che comprende non solo musiche popolari ampezzane e di diversi altri paesi, ma anche canti spirituals, brani sacri e composizioni di autori antichi e moderni. Il Coro Cortina ha partecipato a diverse manifestazioni nazionali e internazionali, esibendosi tra l'altro anche nel Salone dei Cinquecento a Firenze, nel Salone dei Corazzieri del Quirinale, alla Stadthalle di Vienna e al Mozarteum di Salisburgo.[72] Dal 2007, è diretto dal maestro Marino Baldissera.
- Il Corpo musicale di Cortina d'Ampezzo, fondato nel 1861 come evoluzione di una piccola fanfara paesana già esistente, è uno dei simboli della Regina delle Dolomiti.[73] La maggiore manifestazione musicale cui partecipa tale banda è l'ormai conosciuta Fèšta de ra Bandes ("Festa delle Bande"), una delle più colorate e folcloristiche feste del comune ampezzano, che si tiene durante l'ultima settimana d'agosto.
- La Schola Cantorum è dal 1882 al servizio della chiesa parrocchiale, di cui anima le messe. Ha svolto una notevole attività concertistica, anche con accompagnamento orchestrale. Assieme al Corpo musicale e al Coro Cortina, contribuisce al mantenimento di quella tradizione che è alla base del patrimonio culturale ampezzano.[74]
- L'Associazione Dino Ciani, costituita nel 1975 a seguito della morte del celebre pianista fiumano da cui prende il nome, organizza invece eventi e manifestazioni culturali e musicali di alto livello, tra cui ricordiamo il Concorso Internazionale per Giovani Pianisti "Dino Ciani" Teatro alla Scala (nove edizioni dal '75 al '99). Annualmente, in periodo estivo, l'associazione organizza il Festival Dino Ciani e un'omonima Accademia, allo scopo di offrire ai giovani artisti la possibilità di sviluppare e affinare le proprie abilità musicali, esibendosi poi dal vivo all'interno del festival stesso.[75] L'associazione, patrocinata dal Comune di Cortina d'Ampezzo e dal Teatro alla Scala di Milano, vanta, inoltre, la collaborazione e il sostegno di grandi artisti quali Jeffrey Swann (vincitore del primo concorso "Dino Ciani" nel '75) e il maestro Riccardo Muti.[76]

### Letteratura
Cortina d'Ampezzo è citata in un brano del saggio Le porte della percezione di Aldous Huxley, precisamente in un momento in cui l'autore racconta della sua esperienza con la mescalina e necessita di fare un esempio.
Viene citata inoltre in Festa mobile di Ernest Hemingway, dove lo scrittore statunitense riferisce che nella località dolomitica venne concepito il primogenito Jack, avuto dalla prima moglie Hadley Richardson.

### Cucina

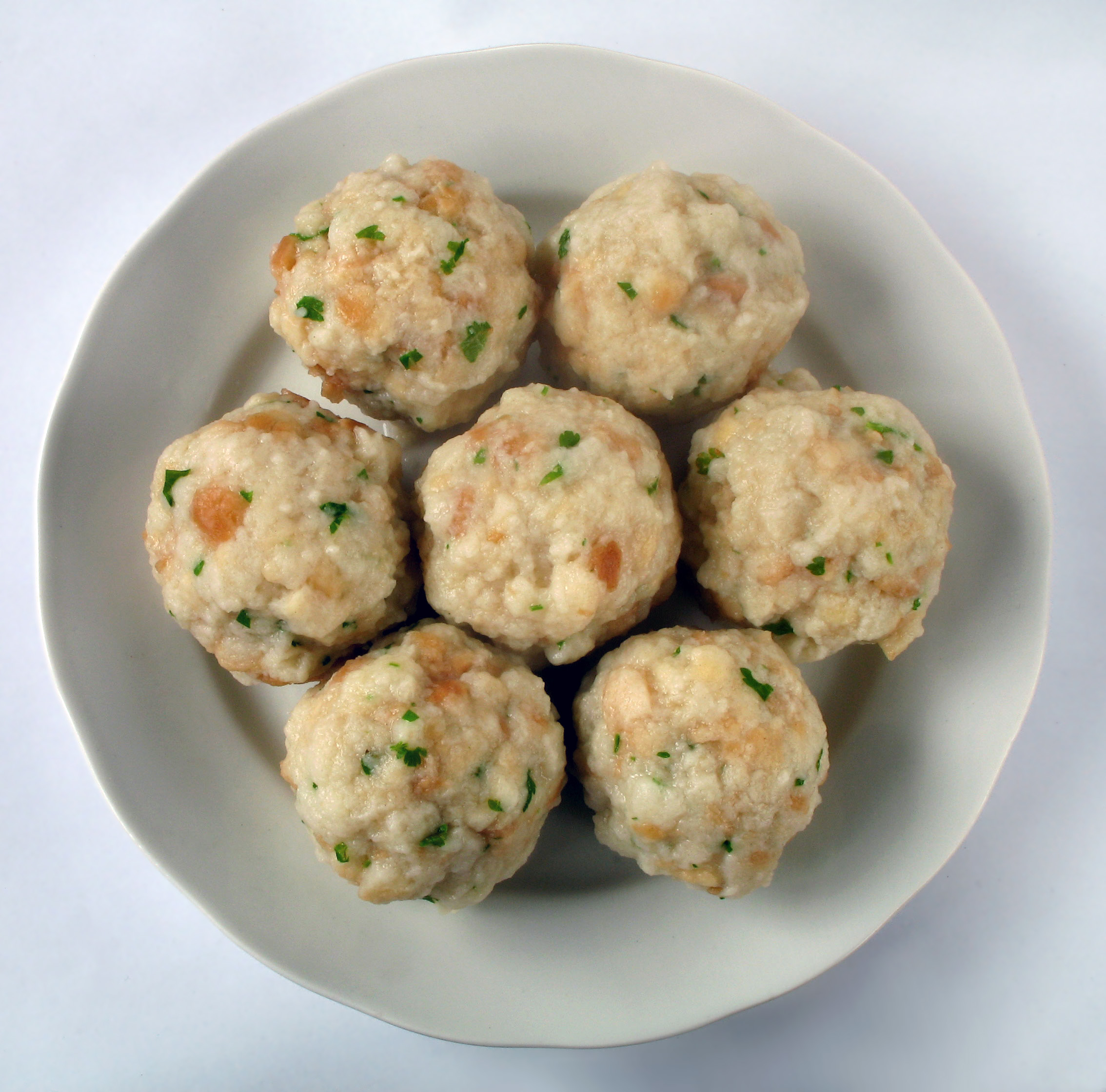
Un piatto di canederli

La cucina ampezzana è in parte simile a quella tirolese, rispecchiando anche nella gastronomia i forti legami con l'Austria occidentale; pertanto molti piatti tipici d'Ampezzo portano gli originali nomi tedeschi. Sono tutte vivande della tradizione popolare, generalmente povere, ma ricche di sapore e tradizione.
I primi piatti più famosi sono certamente i chenedi (variante ampezzana dei canederli tirolesi), palle di pan grattato ripiene di speck, spinaci, lardo o formaggio e serviti in brodo caldo o con burro fuso, i casunziei, ravioli a mezzaluna ripieni di rapa rossa o patata, conditi con burro fuso e semi di papavero, e i pestariei, pezzetti di pasta di farina bianca e acqua cotti in latte bollente salato; questo tipico piatto rappresentava l'antica colazione degli ampezzani. Dalla tradizione veneta, Ampezzo ha ereditato la polenta e il rije e bije (conosciuto anche come riso e piselli), affiancati da minestra di fave (detta anche faariesa) o di orzo; da quella asburgica, invece, la Gulaschsüppe, specialità originaria dell'Ungheria, consistente in una zuppa di carne speziata.
Tra le pietanze si ricordano l'arrosto ai funghi (che crescono abbondanti nei sottoboschi circostanti la valle), il gröstl, tortino di carne e patate d'origine austriaca, le costine di maiale, gli spezzatini di cacciagione (di capriolo o di camoscio), serviti in modo molto originale con la tradizionale marmellata di mirtilli rossi, e un gran numero di salumi e insaccati; tra i contorni, il più conosciuto sono le celebri patate all'ampezzana. Molto sviluppata è anche la tradizione casearia: qui si produce il tipico zigar, servito fuso con la polenta.
La torta di mele (in tedesco apfelstrudel), le fartaies e il tortino di ricotta, infine, sono squisiti dessert, così come i krapfen (alla crema o alla confettura d'albicocca), i nighele (piccoli bomboloni privi di ripieno) e la torta sacher, tipici dolci austriaci. Tra le conserve, sono da ricordare soprattutto quelle di frutti di bosco: mirtilli, lamponi, more, ribes, fragole. Infine è da citare la locale produzione di miele, in particolare di millefiori e di rododendro.

### Eventi
Di seguito sono riportate le maggiori manifestazioni culturali e sportive svolgentesi nel territorio comunale:
- - Coppa del mondo di sci alpino femminile, da quasi vent'anni sulla celebre pista "Olympia" della Tofana;
  - Una Montagna di Libri, la nota rassegna di incontri con l'autore che si svolge da Natale ad aprile, al Palazzo delle Poste.
  - Ra corsa dei Sestiere, tradizionale palio invernale tra i sestieri d'Ampezzo;
  - Dobbiaco-Cortina: gara internazionale di fondo, a inizio febbraio;[78]
  - Cortina-Dobbiaco marathon: gara di corsa aperta a tutti;[79]
  - Lavaredo Ultra Trail: gara di corse di fama internazionale
  - Concorso Ippico Internazionale Cortina International Show Jumping, competizione di alto livello tra i migliori cavalieri del salto ad ostacoli al mondo.
  - Coppa d'oro delle Dolomiti, competizione tra automobili d'epoca.
  - Fèšta de ra Bandes, tradizionale sfilata folcloristica a cui partecipano il Copro musicale di Cortina d'Ampezzo e altre bande musicale provenienti anche dall'estero.

## Geografia antropica

### Frazioni e sestieri
Come riportato nello statuto comunale, il territorio è articolato in numerosi villaggi, nessuno dei quali è però considerato frazione. Essi erano inizialmente piccolissimi borghi affiancati più recentemente da alcuni nuovi insediamenti abitativi (tra parentesi gli originali nomi ladini): Acquabona di sopra (Agabona de sora), Acquabona di sotto (Agabona de sote), Alverà, Bigontina di sopra (Begontina de sora), Bigontina di sotto (Begontina de sote), Boschedel, Brite de Val, Cadelverzo di sopra (Ciadelverzo de sora), Cadelverzo di sotto (Ciadelverzo de sote), Cademai (Ciademai), Cadin di sotto (Ciadin), Cadin di Sopra (Ciadin de Inze), Campo di sopra (Cianpo de sora), Campo di sotto (Cianpo de sote), Chiamulera (Ciamulera), Chiave (Ciae), Cianderies, Coiana (Coiana), Col, Cortina, Crignes, Doneà, Fiames, Fraina, Gilardon (Jilardon), Grava di sopra (Graa de sora), Grava di sotto (Graa de sote), Guargné, Lacedel (Lazedel), La Riva (Fora in Ria), Manaigo, Maion di sopra, (Maion o Maion de sora), Maion di sotto (Maion de sote o Minel), Meleres, Mortisa (Mortija), Pecol (Pecol), Pezié, Pian da Lago, Pierosà, Pocol (Pocol), Pontechiesa (Ponte de ra Zesa), Ronco, Salieto, Senorié (Śenorié), Socol (Socol), Socus (Socusc), Staolin (Stoulin), Val di sopra (Val de sora), Val di sotto (Val de sote), Verocai (Gnoche), Vera (Ra Era), Zuel di sopra (Śuel de sora), Zuel di sotto (Śuel de sote).
I vari insediamenti del comune di Cortina d'Ampezzo sono riuniti in sei contrade, che prendono il nome di sestieri e hanno la funzione di rappresentare le comunità locali. In particolare, sono legati all'organizzazione di eventi folcloristici (tra cui la Corsa dei Sestieri e le Feste Campestri). I sei sestieri prendono il nome di: Alverà, Azzon (Azon), Cadin (Ciadin), Chiave (Ciae), Cortina, Zuel (Śuel).

## Economia

### Artigianato
Ampio sviluppo ha avuto, a partire dal secolo XIX, l'artigianato locale. La crescente importanza di tale settore indusse il Ministero del Commercio austriaco ad autorizzare l'apertura di una Scuola Industriale Statale nel 1874, cui si aggiunse successivamente l'Istituto d'Arte. I prodotti artigianali incontrarono l'apprezzamento dei primi villeggianti britannici e tedeschi del nascente turismo di fine Ottocento. Quest'arte sembra affondare le proprie radici in tempi immemorabili, in un'epoca mitica. Il giornalista e antropologo austriaco Karl Felix Wolff, ad esempio, racconta che, secondo un'antica leggenda, «un ampezzano fabbricò una volta una spada di tale elasticità che si poteva piegare e annodare e poi tornava diritta».
Tra le specializzazioni di maggior rilievo, ricordiamo la lavorazione artistica del legno per arredamento, la produzione delle stufe in maiolica (molto simili alle Kachelofen tirolesi), la produzione di oggetti in ferro, rame e vetro, la realizzazione di oggetti d'arredo impreziositi ottenuti con tecniche d'intarsio e musiva, la scultura del legno la fotografia professionale.

### Turismo invernale
La fama internazionale della località ampezzana si deve anche alle sue piste da sci, tra le più impegnative e panoramiche di tutte le Dolomiti.

Il celebre logo turistico di Cortina d'Ampezzo, con l'inconfondibile scoiattolino rosso

Il simbolo di turistico di Cortina d'Ampezzo, è il logo raffigurante un piccolo scoiattolo rosso, accostato alla scritta corsiva riportante il nome del comune.

#### Piste da sci
Le infrastrutture costruite per le gare olimpiche sono state riutilizzate per il turismo invernale: gli impianti di risalita superano la trentina (dati risalenti al 1999), di cui quattro funivie, oltre venti seggiovie e una decina sciovie; numerose le piste, concentrate soprattutto in Tofana e nei comprensori Cortina Cube (Mietres - Cristallo - Faloria) e Cinque Torri - Col Gallina - Lagazuoi. Tutto Ampezzo, col nome di Olimpia Superski, rientra nel comprensorio italiano Dolomiti Superski, uno dei maggiori caroselli sciistici del mondo.
Le piste da discesa sono poco più di un'ottantina, per oltre 140 km totali. Le piste da fondo misurano invece 58 km complessivi, praticabili principalmente in località Fiames e sulla cosiddetta Ciclabile delle Dolomiti.

#### Snowboard
Un nuovo e più grande snowpark (il Cortina Snowpark) è stato invece aperto nel gennaio 2011 in zona Tofana, nei pressi di Socrepes (pista San Zan). L'impianto, servito da una seggiovia quadriposto, è lungo 500 m ed è suddiviso in due aree di diversa difficoltà:
- Easy Line, dedicata ai principianti;
- Media Line, solo per snowboarder più esperti.

#### Curling
L'Associazione Curling Cortina (ACC), nata nel 1968, riunisce i tre club ampezzani.
Le squadre partecipanti al Campionato Italiano (di tutte le categorie Olimpiche e Para-olimpiche) sono associate all'ACC.

### Turismo estivo
D'estate si pratica escursionismo.

## Infrastrutture e trasporti

Convoglio della ferrovia delle Dolomiti

### Strade
Il paese è servito dall'Autostrada A27, fino all'immissione nella SS 51 al km 84°, dalla Strada statale 51 di Alemagna e dalla Strada statale 48 delle Dolomiti.

### Ferrovie
La stazione ferroviaria più vicina è la stazione di Calalzo-Pieve di Cadore-Cortina, che si trova a 35 km di distanza a sud da Cortina d'Ampezzo. Per agevolare il collegamento con "la Regina delle Dolomiti", la stazione è collegata con il servizio CortinaLink, svolto da Trenitalia e Dolomitibus.
Fra il 1921 e il 1964 erano attive le stazioni di Cortina d'Ampezzo e Zuel e le fermate Istituto Codivilla-Chiave, Hotel Miramonti e Acquabona, poste lungo la ferrovia delle Dolomiti, il cui percorso, soppresso il servizio, è stato riadattato a pista ciclabile in estate e pista da sci di fondo in inverno.

### Aeroporto
Presso Fiames, località a pochi chilometri dal centro abitato ampezzano, era funzionante l'Aeroporto di Cortina d'Ampezzo-Fiames per elicotteri e altri velivoli privati di piccole dimensioni. L'hangar apparteneva alla compagnia aerea da turismo Aeralpi, che effettuava i collegamenti con l'aeroporto ampezzano.

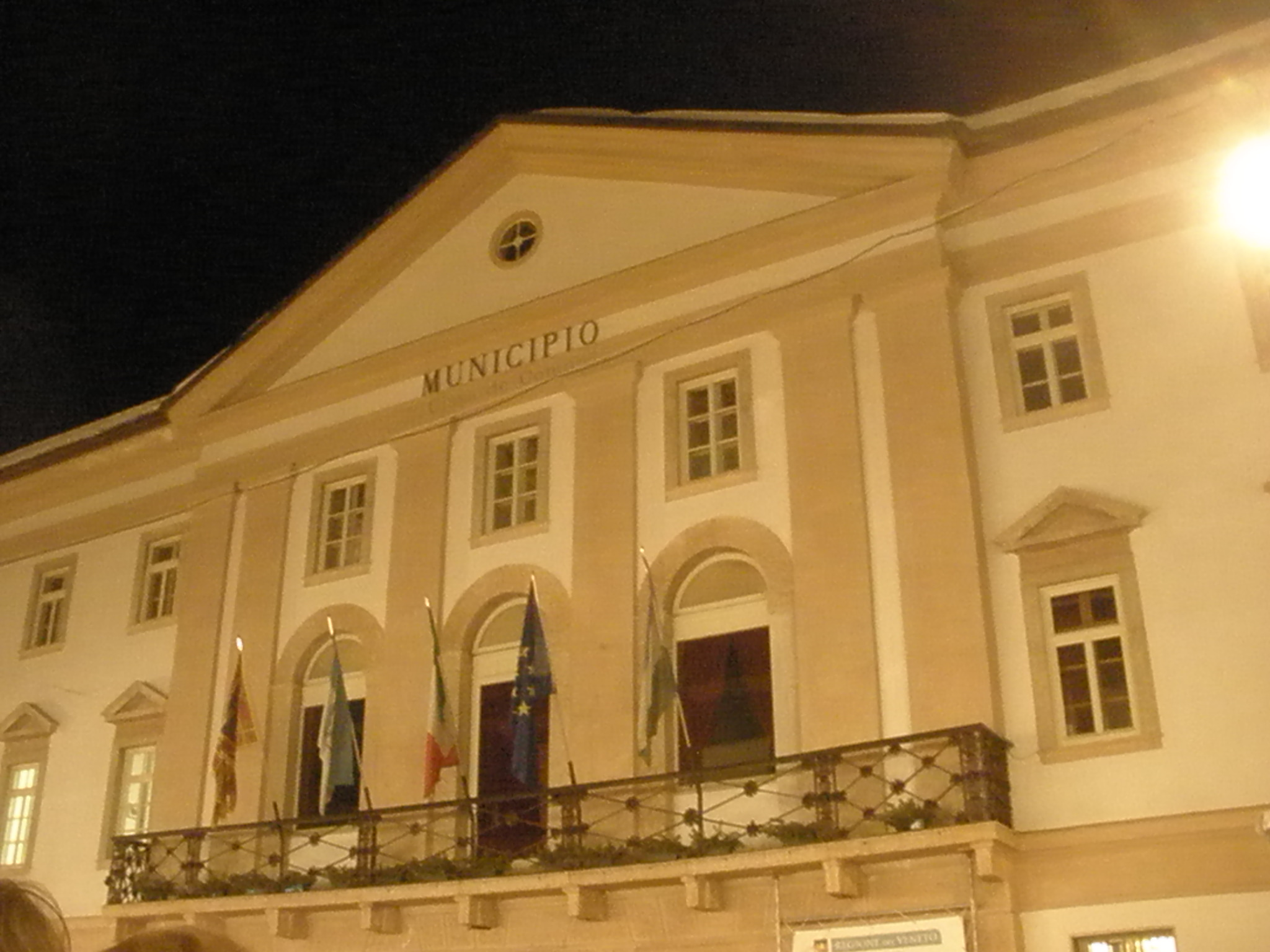
La Ciaṣa de Comun (municipio) di Cortina d'Ampezzo

## Amministrazione

### Sindaci di Cortina d'Ampezzo

#### Sindaci e capocomune d'Ampezzo dal 1850
- Gaetano Ghedina "de Tomaš" (1850-1853) capocomune
- Celestino Manaigo (1853-1857) capocomune
- Giuseppe Verzi (1857-1859) capocomune
- Pietro Antonio Godini (1859-1861) capocomune
- Antonio Dimai "Fileno" (1861-1864) capocomune
- Francesco Colli (1864-1865) capocomune
- Luigi Barbaria "Zuchin" (1865-1866) capocomune
- Angelo Alverà "Depol" (1866-1869) capocomune
- Gottardo Manaigo (1869-1873) capocomune
- Francesco Gillarduzzi "de Lucrezia" (1873-1876) capocomune
- Luigi Barbaria "Zuchin" (1876-1879) capocomune
- Sigosmondo Manaigo (1879-1882) capocomune
- Angelo Alverà "Depol" (1882-1884) capocomune
- Bortolo Michielli (1884-1885) capocomune
- Michele Valli (1885-1888) capocomune
- Giuseppe Bigontina (1888-1892) capocomune
- Giuseppe Ghedina (1892-1900) capocomune
- Agostino Dimai ''Belin'' (1900-1904) capocomune
- Luigi Dimai ''Fileno'' (1904-1914) capocomune
- Agostino Dimai ''Belin'' (1914-1917) capocomune
- Illuminato de Zanna ''Bianche'' (1917-1922) capocomune, passaggio dall'Impero austro-ungarico al Regno d'Italia
- Arcangelo Dalus (1922-1925 capocomune; passaggio del nome del comune da "Ampezzo" a "Cortina d'Ampezzo"
- Amedeo Girardi (1925-1926) capocomune poi commissario
- Vito Tagliapietra (1926-1927) podestà
- Edoardo da Domenico (1927-1928) commissario
- Ruggero Mercuri (1928-1933) podestà
- Carlo Silvetti (1933-1933) commissario
- Sanzio Vacchelli (1933-1937) podestà
- Gianbattista Zanframundo (1937-1939) viceprefetto
- Alessandro Bacci (1939-1940) commissario
- Pietro Ravenna (1940-1943) commissario poi podestà
- Angelo de Zanna (1943-1946) podestà poi sindaco

#### Sindaci dal 1946
|                                                      | Angelo Ghedina                          | Lista civica Stella Alpina                    | 1946-1951      | 1960 |
|                                                      | Mario Rimoldi                           | Democrazia Cristiana                          | 1951-1956      | 1951 |
|                                                      | Amedeo Angeli                           | Democrazia Cristiana                          | 1956-1965      | 1956 |
| 1960                                                 | Amedeo Angeli                           | Democrazia Cristiana                          | 1956-1965      |      |
| 1964                                                 | Amedeo Angeli                           | Democrazia Cristiana                          | 1956-1965      |      |
|                                                      | Renzo Menardi                           | Democrazia Cristiana                          | 1965-1980      | 1964 |
| 1970                                                 | Renzo Menardi                           | Democrazia Cristiana                          | 1965-1980      |      |
| 1975                                                 | Renzo Menardi                           | Democrazia Cristiana                          | 1965-1980      |      |
|                                                      | Cesare Lacedelli                        | Democrazia Cristiana                          | 1980-1982      | 1980 |
|                                                      | Domenico Tellarini                      | Democrazia Cristiana                          | 1982-1985      | 1980 |
|                                                      | Francesco Ghedina                       | Democrazia Cristiana                          | 1985-1987      | 1985 |
|                                                      | Gianfrancesco Demenego                  | Democrazia Cristiana                          | 1987-1990      | 1985 |
|                                                      | Roberto Gaspari                         | Democrazia Cristiana                          | 1990-1993      | 1990 |
|                                                      | Paolo Franceschi                        | Democrazia Cristiana                          | 1993-1994      | 1990 |
|                                                      | Roberto Zito (Commiss. prefettizio)     |                                               | 1994           |      |
| Sindaci eletti direttamente dai cittadini (dal 1994) |                                         |                                               |                |      |
|                                                      | Paolo Franceschi                        | Lista civica (Centro-destra)                  | 1994-2002      | 1994 |
| 1998                                                 | Paolo Franceschi                        | Lista civica (Centro-destra)                  | 1994-2002      |      |
|                                                      | Giacomo Giacobbi                        | Lista civica Cortina-Dolomiti (Centro-destra) | 2002-2007      | 2002 |
|                                                      | Andrea Franceschi                       | Lista civica Progetto per Cortina             | 2007-2016      | 2007 |
| 2012                                                 | Andrea Franceschi                       | Lista civica Progetto per Cortina             | 2007-2016      |      |
|                                                      | Carlo De Rogatis (Commiss. prefettizio) |                                               | 2016-2017      |      |
|                                                      | Gianpietro Ghedina                      | Lista civica Sistema Cortina                  | 2017-2022      | 2017 |
|                                                      | Gianluca Lorenzi                        | Lista civica Vivere Cortina                   | 2022-in carica | 2022 |

### Denominazione del comune
Fino al 1923 il nome ufficiale del comune era semplicemente Ampezzo. In precedenza nei documenti redatti in tedesco veniva utilizzato il toponimo Hayden.

### Altre informazioni amministrative
Il comune di Cortina d'Ampezzo è entrato a far parte del Regno d'Italia solo dopo la prima guerra mondiale e successivamente è stato inquadrato nella provincia di Trento. È compreso nella provincia di Belluno dal 1923.
Il 28-29 ottobre 2007 si è tenuto un referendum consultivo per chiedere che il comune (assieme a quelli di Livinallongo del Col di Lana e Colle Santa Lucia) fosse distaccato dal Veneto ed aggregato alla provincia autonoma di Bolzano. Il referendum si è contraddistinto per la netta vittoria dei "sì" e per il superamento dei due quorum qualificati. Ora il comune sta seguendo la procedura prevista dalla Costituzione e dalla legge sui referendum.

### Gemellaggi
- Cattolica (Italia), dal 1971[senza fonte]
- Skardu, dal 2010[senza fonte]

## Sport

### Manifestazioni sportive
Ampezzo ha ospitato moltissimi eventi internazionali ai massimi livelli agonistici nei diversi sport invernali, tra questi i più importanti:
- 1927 - Campionati mondiali di sci nordico
- 1937 - Campionati mondiali di bob a due
- 1939 - Campionati mondiali di bob a quattro
- 1941 - Campionati mondiali di sci nordico, annullati successivamente dalla FIS
- 1941 - Campionati mondiali di sci alpino, annullati successivamente dalla FIS
- 1944 - Giochi olimpici invernali, non disputati a causa della II guerra mondiale
- 1950 - Campionati mondiali di bob
- 1954 - Campionati mondiali di bob
- 1956 - VII Giochi olimpici invernali
- 1956 - Campionati mondiali di sci nordico, compresi nel programma olimpico
- 1956 - Campionati mondiali di sci alpino, compresi nel programma olimpico
- 1956 - Campionati mondiali di hockey su ghiaccio, compresi nel programma olimpico
- 1956 - Campionati europei di hockey su ghiaccio, compresi nel programma olimpico
- 1960 - Campionati mondiali di bob, evento straordinario a causa dell'esclusione del bob dagli VIII Giochi olimpici invernali
- 1963 - Campionati mondiali di pattinaggio di figura
- 1965 - Campionati europei di bob a due
- 1966 - Campionati mondiali di bob
- 1970 - Campionati europei di bob
- 1981 - Campionati mondiali di bob
- 1982 - Campionati europei di bob
- 1989 - Campionati mondiali di bob
- 1999 - Campionati mondiali di bob
- 2000 - Campionati europei di bob
- 2002 - Campionati europei di bob
- 2007 - Campionati europei di bob
- 2009 - Campionati mondiali doppio misto di curling
- 2010 - Campionati mondiali di curling
- 2021 - Campionati mondiali di sci alpino 2021

In programma
- 2026 - XXV Giochi olimpici invernali - in tandem con Milano

### Calcio
La principale squadra di calcio ampezzana è l'A.S.D. Cortina Calcio che milita in Seconda Categoria. Lo stadio di casa è presso il centro sportivo Antonella De Rigo. Cortina d'Ampezzo è anche luogo per i ritiri di squadre italiane di serie A.

### CAI - Sezione di Cortina d'Ampezzo

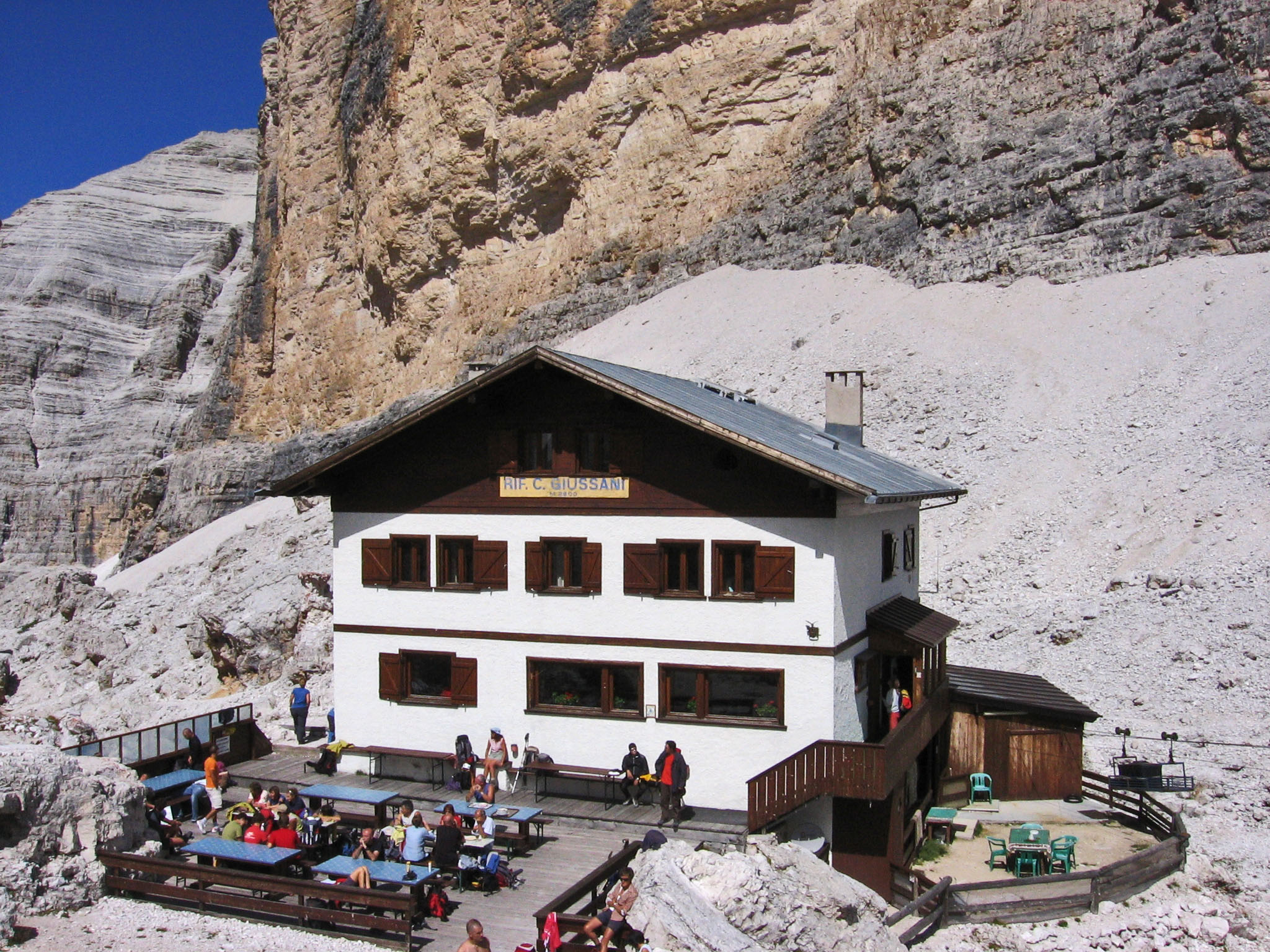
Il Rifugio Giussani in forcella Fontananégra, sulla Tofana di Mezzo, è proprietà della sezione ampezzana del CAI.

La sezione del Club Alpino Italiano di Cortina d'Ampezzo nacque nel 1882 come "Sezione Ampezzo" del Club Alpino Tedesco ed Austriaco. Fino allo scoppio della Grande Guerra, la sezione rimase austro-tedesca ed ampliò la conoscenza delle Dolomiti ampezzane, aprendo nuove vie e costruendo rifugi e bivacchi. Si è in ricostituita nel 1920 prendendo la denominazione odierna. Possiede e gestisce alcuni rifugi alpini delle vette circostanti Ampezzo, tra cui il Rifugio Camillo Giussani in Tofana.

### Arrampicata
Gli Scoiattoli di Cortina sono un gruppo di arrampicatori non professionisti fondato nel 1939.

### Curling
L'Associazione Curling Cortina è composta da due formazioni che partecipano al campionato italiano del Girone d'Eccellenza (serie A) ed una formazione che partecipa al campionato italiano wheelchair. Gli atleti ampezzani hanno rappresentato negli ultimi cinquant'anni le squadre nazionali (maschile e femminile) nella maggior parte degli eventi a cui l'Italia abbia partecipato.

### Hockey su ghiaccio
La Sportivi Ghiaccio Cortina è la squadra di hockey su ghiaccio locale, fondata nel 1924 come Gruppo Sportivo Dolomiti Cortina Hockey. Vincitrice di sedici scudetti e tre coppe Italia. L'impianto sportivo di riferimento è lo Stadio Olimpico del Ghiaccio.

### Sci

Il logo della Scuola Sci Cortina

Nella località hanno sede numerose scuole di sci:
Lo Sci Club Cortina, fondato nel 1903, è uno de più antichi club sciistici d'Italia, insignito della Stella d'oro al merito sportivo dal CONI.
La Scuola Sci Cortina, nata nel 1933 come Scuola Nazionale di Sci Cortina. Istituita nel 1926 dal Club Sportivo Dolomiti, fu la prima società sorta in Italia con regolare autorizzazione della F.I.S.I..

### Ciclismo
Cortina d'Ampezzo è stata per sette volte sede di arrivo di una tappa del Giro d'Italia, la prima nel 1939, l'ultima nel 2021:
| Anno | Tappa | Partenza          | km  | Vincitore di tappa | Maglia rosa         |
| ---- | ----- | ----------------- | --- | ------------------ | ------------------- |
| 1939 | 14ª   | Gorizia           | 195 | Secondo Magni      | Giovanni Valetti    |
| 1948 | 16ª   | Auronzo di Cadore | 90  | Fausto Coppi       | Ezio Cecchi         |
| 1951 | 17ª   | Trieste           | 255 | Louis Bobet        | Rik Van Steenbergen |
| 1955 | 18ª   | Trieste           | 236 | Angelo Conterno    | Gastone Nencini     |
| 1977 | 17ª   | Conegliano        | 220 | Giuseppe Perletto  | Michel Pollentier   |
| 2012 | 17ª   | Falzes            | 186 | Joaquim Rodríguez  | Joaquim Rodríguez   |
| 2021 | 16ª   | Sacile            | 153 | Egan Bernal        | Egan Bernal         |

È stata inoltre sede di partenza delle seguenti tappe del Giro d'Italia:
| Anno | Tappa | Arrivo  | km    | Vincitore di tappa       | Maglia rosa       |
| ---- | ----- | ------- | ----- | ------------------------ | ----------------- |
| 1939 | 15ª   | Trento  | 256,2 | Gino Bartali             | Gino Bartali      |
| 1948 | 17ª   | Trento  | 160   | Fausto Coppi             | Fiorenzo Magni    |
| 1951 | 18ª   | Bolzano | 242   | Fausto Coppi             | Fiorenzo Magni    |
| 1955 | 19ª   | Trento  | 227   | Jean Dotto               | Gastone Nencini   |
| 1977 | 18ª   | Pinzolo | 223   | Gianbattista Baronchelli | Michel Pollentier |

### Automobilismo
La Coppa d'Oro delle Dolomiti è stata una corsa automobilistica di velocità pura, su strade aperte al traffico, che si disputò per dieci anni dal 1947 al 1956. con partenza e arrivo a Cortina d'Ampezzo.
Il Gran Prix Cortina è stata una Ice-cars race che si disputò per due edizioni nel 1959 e nel 1960 nella pista ampezzana di circa 800 mt in località Campo, tra i piloti partecipanti vi furono Lorenzo Bandini e Giancarlo Baghetti.

### Impianti sportivi

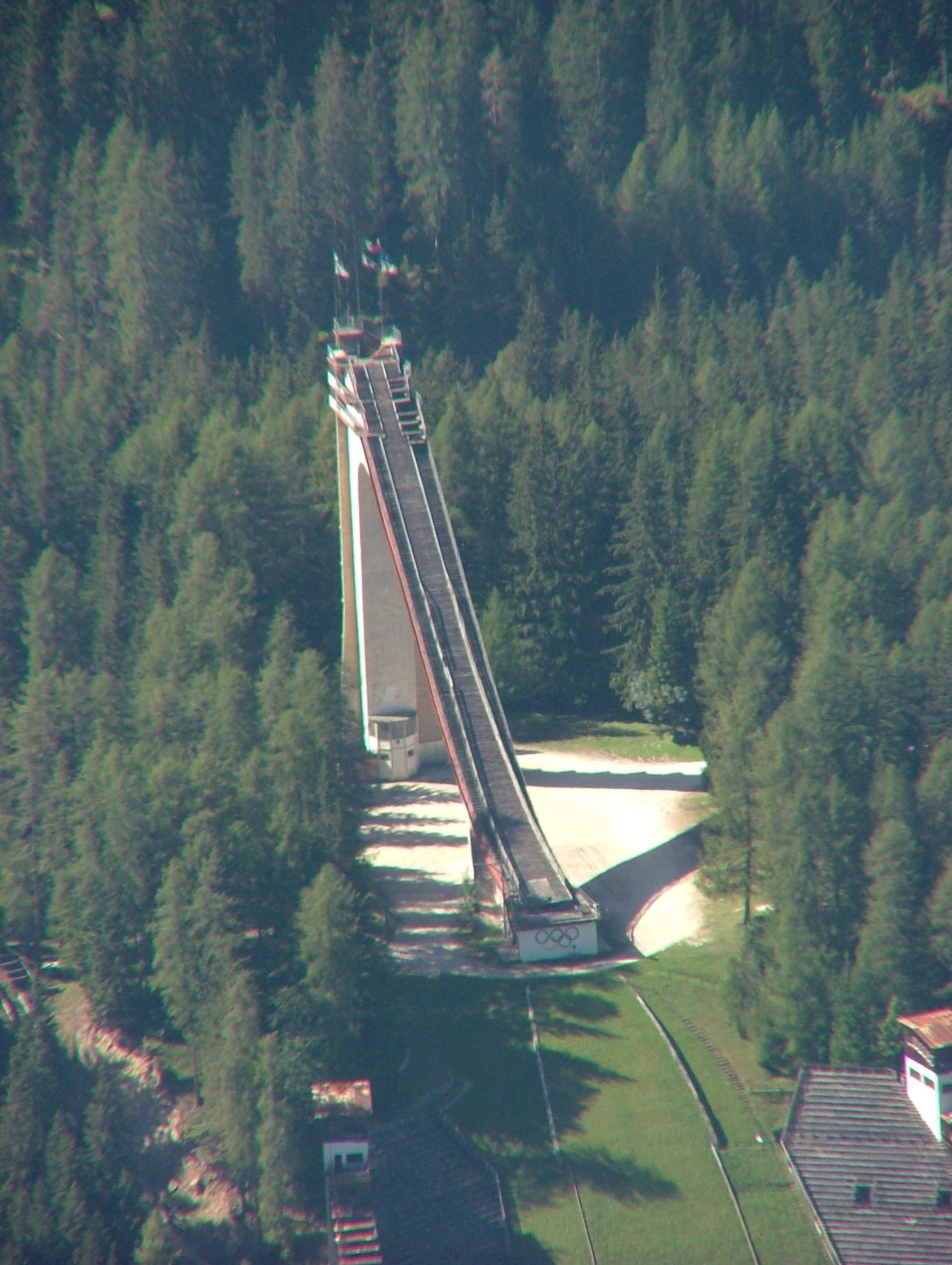
Il trampolino "Italia" a Zuel

#### Trampolino Italia
Sulla collina Zuel dove sorge il trampolino olimpico Italia, divenuto uno dei simboli ampezzani, già esisteva, fin dagli anni Trenta, un trampolino in legno per il salto con gli sci, utilizzato principalmente per gli allenamenti degli atleti. L'odierna struttura, invece, fu costruita nel 1955 in occasione dei VII Giochi olimpici invernali.
In periodo estivo, la pista di atterraggio è utilizzata per incontri di calcio di squadre locali e come sede di un concorso ippico di salto ostacoli. Le tribune laterali e l'anfiteatro che circondano questo impianto hanno una capacità totale di circa 43.000 spettatori.

#### Pista olimpica di bob
La Pista olimpica di bob, sita in località Ronco, è intitolata al bobbista ampezzano Eugenio Monti che vinse il primo titolo olimpico italiano in tale specialità e fu costruita per le Olimpiadi invernali del 1956. Ha ospitato i Campionati italiani di entrambe le categorie nonché vari eventi internazionali (campionati mondiali e prove di Coppa del Mondo).
La pista, dotata di impianto di refrigerazione artificiale, è lunga 1.350 metri, presenta un totale di undici curve paraboliche e cinque rettifili; ha pendenza media del 9,3% (pendenza massima del 15,9%) con 120 m. circa di dislivello tra la partenza e l'arrivo. La velocità dei bob nel tratto finale oscilla tra i 125 km/h del bob a due e i 130 km/h del bob a quattro. L'impianto non è più attivo.

#### Stadio del tennis
Lo Stadio del tennis, situato nel centro del paese e intitolato ai due fratelli Armando e Romano Apollonio campioni di hockey su ghiaccio negli anni quaranta, nasce alla fine degli anni venti come primo stadio del ghiaccio ampezzano. Alla fine degli anni trenta vennero completati e aperti alcuni campi da tennis. Questo vecchio palazzetto del ghiaccio venne definitivamente chiuso nel 1956, sostituito dal nuovo Stadio Olimpico del Ghiaccio: da allora, lo Stadio Apollonio ospita cinque campi da tennis scoperti, due in terra rossa e tre in erba sintetica.

#### Stadio olimpico del ghiaccio

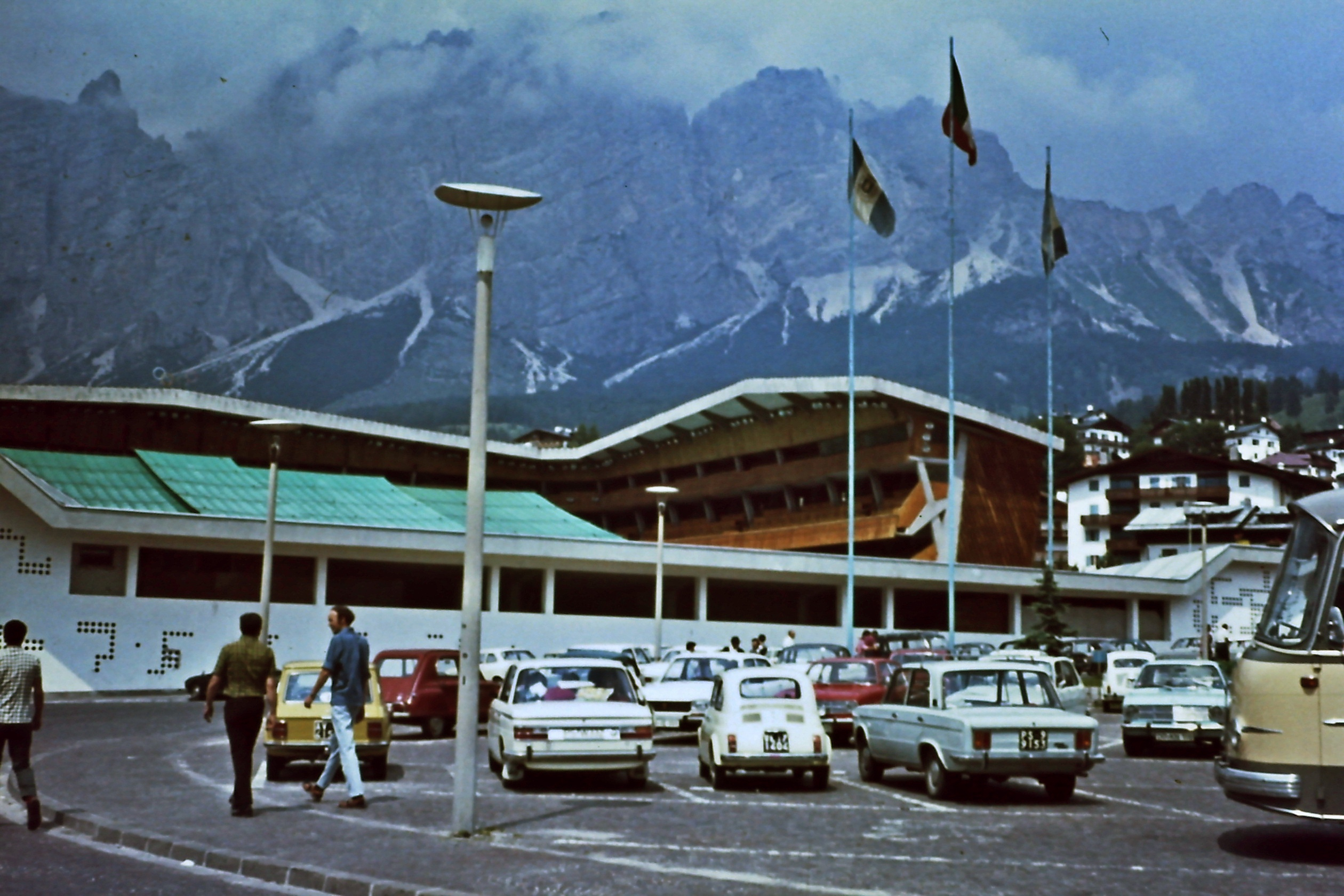
Stadio Olimpico del Ghiaccio (1971)

Lo stadio olimpico del ghiaccio, inaugurato il 26 ottobre 1955, fu fatto costruire a partire dal 1952, in occasione dei VII Giochi Olimpici Invernali, per ospitare le celebrazioni di apertura e di chiusura di tale manifestazione e per ospitarne le competizioni sportive sul ghiaccio.
L'edificio, in cemento armato rivestito in legno, era originariamente aperto, con una struttura open air, ma nei decenni successivi è stato chiuso tramite una moderna struttura in acciaio e vetro, ciò permette l'uso dell'impianto anche nel periodo estivo e anche in condizioni di maltempo. L'area di pattinaggio misura 4320 m². Ha una capienza di 7.000 spettatori (2.000 nelle gradinate e 5.000 in tribuna).
Lo stadio ospita le attività delle varie società sportive di hockey su ghiaccio, broomball, curling, short track e pattinaggio artistico. Durante il periodo estivo, inoltre, vi sono allestiti numerosi spettacoli musicali.

#### Piscina Ampezzo
La Piscina Ampezzo era il principale impianto natatorio pubblico. Nel medesimo edificio era ospitata anche una palestra. La struttura è stata dichiarata inagibile, perciò viene mantenuta chiusa da diversi anni.